# L'Histoire de Henry Esmond
The History of Henry Esmond, Esq., A Colonel in the Service of Her Majesty Queen Anne, Written by Himself
Vous lisez un « article de qualité » labellisé en 2011.
Pour les articles homonymes, voir Esmond.
L'Histoire de Henry Esmond (titre complet : L'Histoire du sieur Henry Esmond, colonel au service de Sa Majesté la reine Anne, écrite par lui-même) est un roman de William Makepeace Thackeray (1811-1863) composé de 1851 à 1852, c'est-à-dire dans la période de maturité de l'auteur et publié la veille de son départ pour l'Amérique, à l'automne de 1852.
Contrairement à la pratique de l'époque, L'Histoire de Henry Esmond n'est pas édité en feuilleton, mais directement en un ensemble de trois volumes (un three-decker, roman « à trois-ponts »), conçu comme une unité et revu avec soin ; afin de le mener à bien, Thackeray a dû compléter les recherches historiques qu'il a menées sur le XVIIIe siècle pour la rédaction de son ouvrage précédent, Les Humoristes anglais du XVIIIe siècle. À sa sortie, le livre est acclamé comme une prouesse technique : « Je ne peux pas faire mieux… », confirme l'auteur,.
Depuis que, quatre ans et trois grossesses après leur mariage en 1836, son épouse d'origine irlandaise Isabella Gethin, née Shawe (1816-1893), victime d'une dépression incurable,, a été internée, Thackeray vit en célibataire, quoique entouré de ses deux filles et de sa grand-mère ; il fréquente les cercles littéraires de la capitale et entretient une relation d'amitié privilégiée avec Jane Brookfield, l'épouse d'un de ses amis connus à Cambridge, le révérend William Brookfield. Ce drame familial et son amour platonique avec Jane laissent dans sa vie des traces profondes auxquelles le roman fait écho.
L'Histoire de Henry Esmond est un ouvrage complexe dont les multiples facettes ont été abondamment discutées. Certains critiques, comme le romancier G. P. R. James, contemporain de Thackeray, veulent y voir un roman d'aventures et un roman historique, d'autres le considèrent comme un roman d'amour autobiographique. Les recherches menées dans les années 1940-1950 ont conduit certains auteurs à penser qu'il était les trois à la fois, ce qui le fait paraître touffu : le professeur Geoffrey Tillotson (1905-1969), universitaire spécialiste de la littérature anglaise du XVIIIe siècle, écrit à son propos qu'il s'agit d'un véritable « puzzle » (a jigsaw).
Selon Raymond Las Vergnas (1902-1994), qui fut l'un des principaux traducteurs de Thackeray en français, « Esmond […] occupe dans la carrière [de son auteur] le moment central […] œuvre littéraire à l'état pur, par [s]a puissance proprement esthétique […] [c'est] le triomphe artistique de Thackeray ».

## Résumé du roman
John Sutherland résume en quelques phrases l'historique supposé du texte : « Esmond Sr., vers 1745, raconte l'histoire d'Esmond Jr. vers 1700 ; le récit est revu et corrigé par l'agressive Rachel Esmond Warrington vers 1760, puis annoté par trois générations de la famille Esmond ».
Quant à George Saintsbury, il décrit ainsi l'intrigue de L'Histoire de Henry Esmond : l'histoire d'un homme, « Esmond, qui, après avoir été follement amoureux de la fille, épouse la mère, veuve qui avait adoré son mari », ce qui, ajoute-t-il, « est excessivement humain ». Norman Collins, citant ce court extrait, ajoute : « Ainsi soit-il ; mais c'est aussi excessivement compliqué ; c'est l'amour qui s'envole par la fenêtre alors qu'entre l'auteur. En gros, c'est William Makepeace Thackeray se substituant à Henry Esmond, et c'est cela, et non pas le mariage, qui est excessivement
humain ».
L'histoire se situe à la fin du XVIIe siècle et au commencement du XVIIIe siècle. À son début, le héros a douze ans.

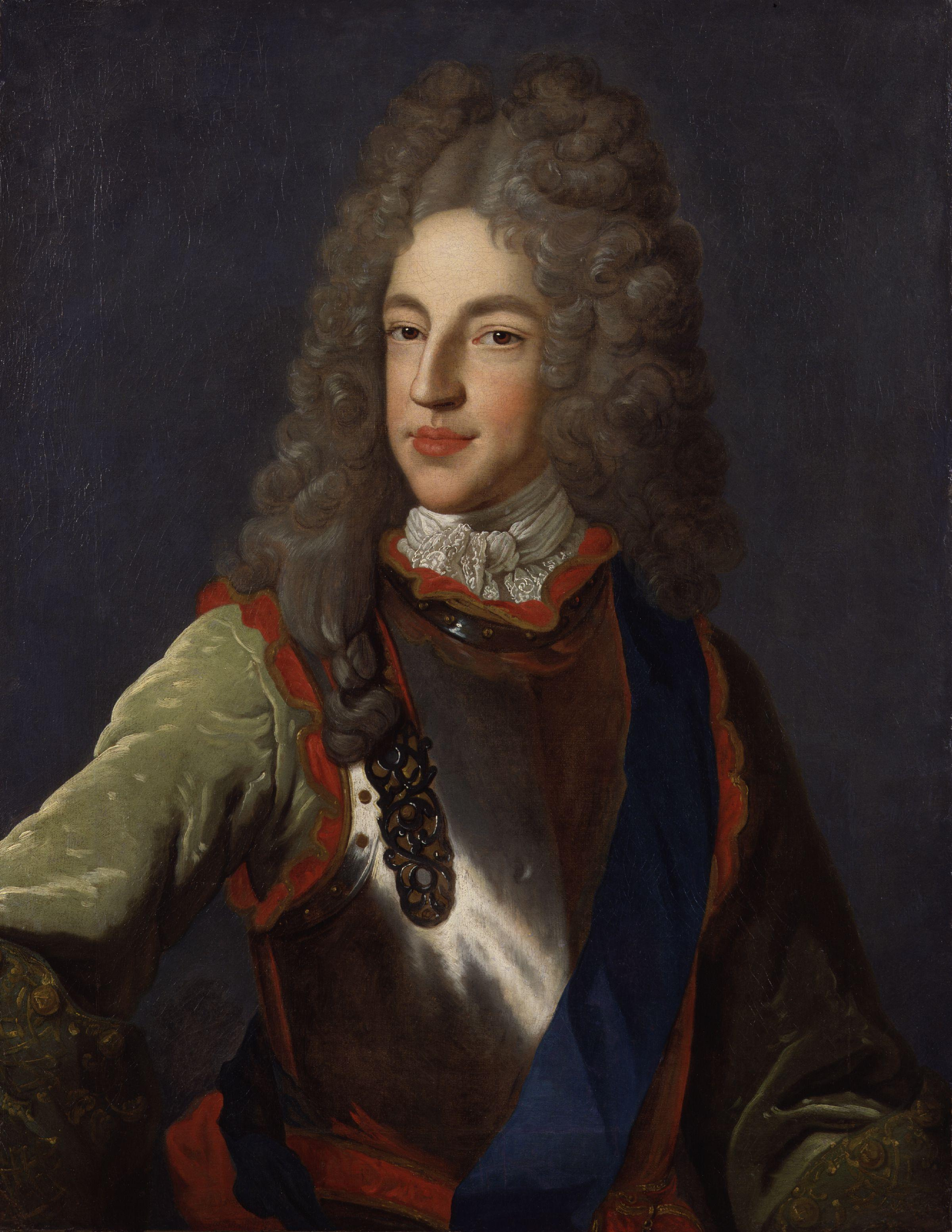
Jacques François Stuart, Le « Vieux » Prétendant, par Alexis Simon Belle.

Henry Esmond est le fils supposé illégitime de Thomas Esmond, troisième Vicomte Lord Castlewood mort à la bataille de Boyne Water. Enfant sérieux et solitaire, un peu délaissé mais bien traité, il reste vivre à Castlewood House sous la protection du quatrième vicomte, le jacobite Francis, cousin de son père, et de sa jeune femme Rachel. Le couple a deux enfants, Frank, leur héritier, et Beatrix, belle, décidée et à l'occasion rouée. Henry se sent très proche de Lady Castlewood qui le traite avec beaucoup de bonté. Malheureusement, il lui transmet la variole et elle en reste défigurée, ce dont elle lui tient d'abord rigueur. Lord Mohun, sorte de dandy et de roué londonien,, profite de la négligence du vicomte envers sa femme (attitude qui rappelle celle de William Brookfield pour Jane, du moins aux yeux de Thackeray) pour tenter de la séduire. Au cours d'un duel auquel Castlewood l'a provoqué, ce dernier, victime d'une tricherie de son adversaire, est mortellement blessé. Sur son lit de mort, il remet à Henry un papier taché de sang où il a gribouillé la véritable histoire du jeune homme, enfant légitime en réalité et héritier des Castlewood. Henry, par égard envers Lady Castlewood et son fils, ne dit mot et se voit emprisonné pendant un an pour avoir servi de témoin lors du duel, ce que la vicomtesse lui reproche amèrement.
À sa libération, il s'engage dans l'armée et combat lors de la guerre de Succession d'Espagne. Au cours d'une visite en Angleterre, il se réconcilie avec Lady Castlewood, secrètement amoureuse de lui, et s'éprend de Beatrix, devenue une belle et séduisante jeune fille. Cette dernière, cependant, le dédaigne, bien trop ambitieuse pour considérer un homme sans fortune et dépourvu de rang. Henry retourne donc à la guerre et participe à la campagne de Flandres avec Marlborough et est blessé à Blenheim, en réalité Höchstädt. La fantasque Beatrix se fiance d'abord à Lord Ashburham, puis au duc de Hamilton, considérablement plus âgé qu'elle. À Bruxelles, au cours de la campagne militaire, Henry rencontre par hasard en la cathédrale Sainte Gudule son ancien tuteur, le père jésuite Holt, qui lui raconte la véritable histoire de sa mère, morte délaissée en un couvent de cette même ville.
Lord Hamilton et Lord Mohun se battent en un duel où tous les deux perdent la vie. Beatrix et son frère Frank, ce dernier désormais cinquième vicomte Castlewood, sont d'ardents jacobites partisans des Stuart, et Henry, surtout pour essayer de plaire à Beatrix, se joint à eux en un complot destiné à remettre Jacques François Stuart, surnommé le « Vieux Prétendant » (the Old Pretender) sur le trône à la mort de la reine Anne. Le complot échoue en raison de la liaison que Beatrix entretient avec le Prétendant qui, au lieu d'être à Londres comme prévu, se trouve en goguette à Castlewood, « dangling with Trix » (« suspendu aux jupes de Trix »).
Henry Esmond, ayant perdu ses illusions sur Beatrix et aussi sur la cause jacobite, épouse Lady Rachel, et le couple émigre en 1718 aux Amériques en Virginie. Leur histoire en cette lointaine colonie, qu'Esmond verra devenir un État des jeunes États-Unis, fait l'objet du roman suivant de Thackeray, The Virginians.

## Genèse du roman
C'est l'aspect historique qui, à l'époque de la composition, suscite le plus de questions et puise peu ou prou à diverses sources ; les autres facettes empruntent elles aussi à des précédents, mais dans une bien moindre mesure. Dans l'un comme dans les autres, Thackeray fait preuve d'originalité et s'éloigne souvent de la tradition.

### Démarque de certains prédécesseurs

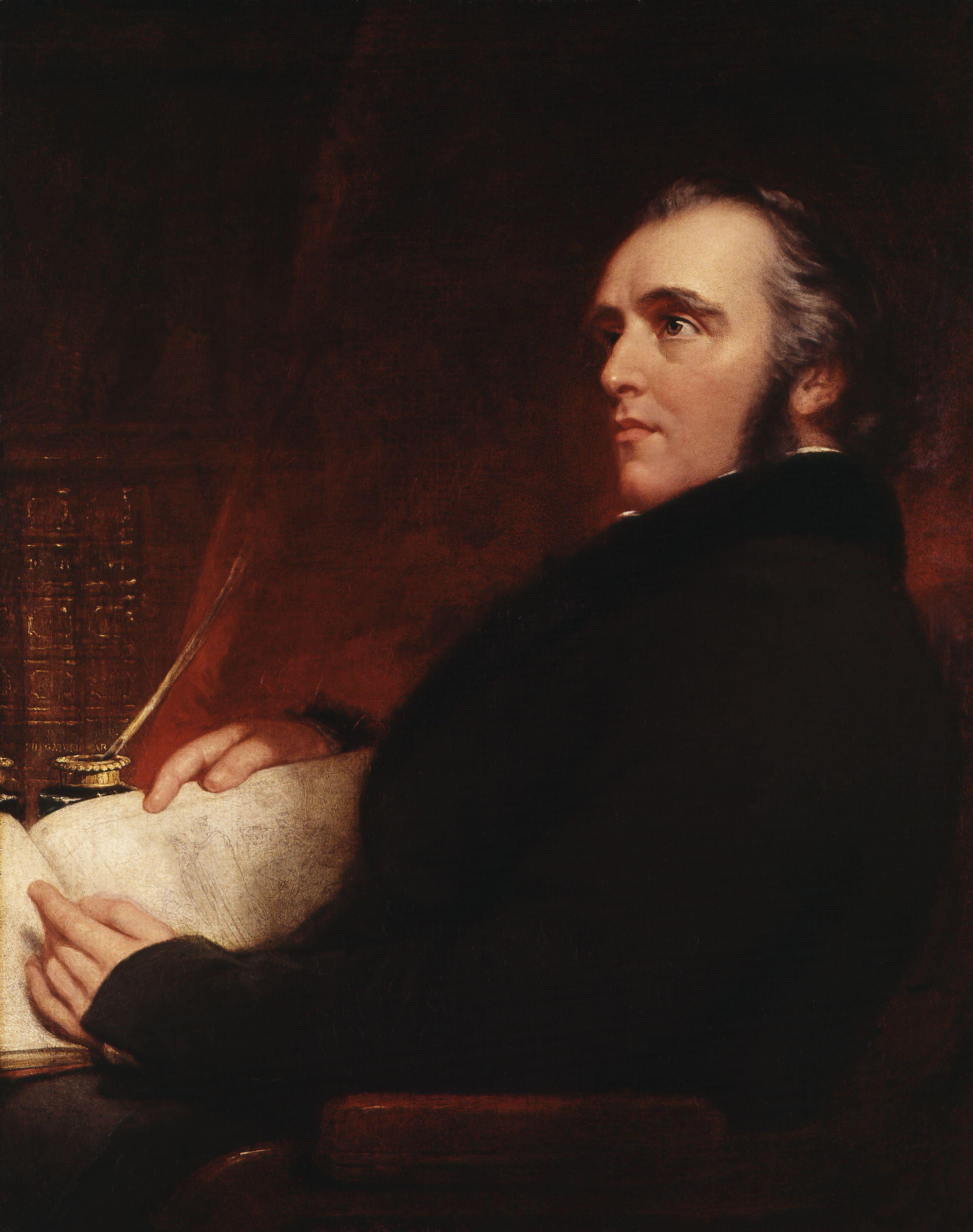
Thomas Babington Macaulay, par John Partridge, National Portrait Gallery, Londres.

À la recherche du ton juste, Thackeray s'est penché sur la mode du genre en son temps. Son premier modèle semble avoir été Thomas Babington Macaulay, premier Baron Macaulay (1800–1859). Dans une lettre à sa mère, il écrit : « Cela demande presque autant de peine que l'Histoire de Macaulay ». Au cours de son History of England from the Accession of James II, Macaulay remarque que son souci a été « non pas seulement de traiter des sièges et des batailles, de l'ascension et de la chute des empires, des intrigues de cour et des débats parlementaires, [mais de] raconter l'histoire des gens ». Et Henry Esmond se pose la question de savoir s'il doit « montrer quelque chose de la France et de l'Angleterre au-delà de ce qui se glane sur Versailles et Windsor ». Thackeray se démarque ici de certains autres de ses prédécesseurs, par exemple Captain Jesse (Memoirs of the Court of England), Boyer (Annals), ou James Macpherson (Secret History of Great Britain), pourtant « ses sources primaires », précisent T. C. et William Snow.

### «Le comique du majestueux drame de l'histoire» (Victor Cousin)

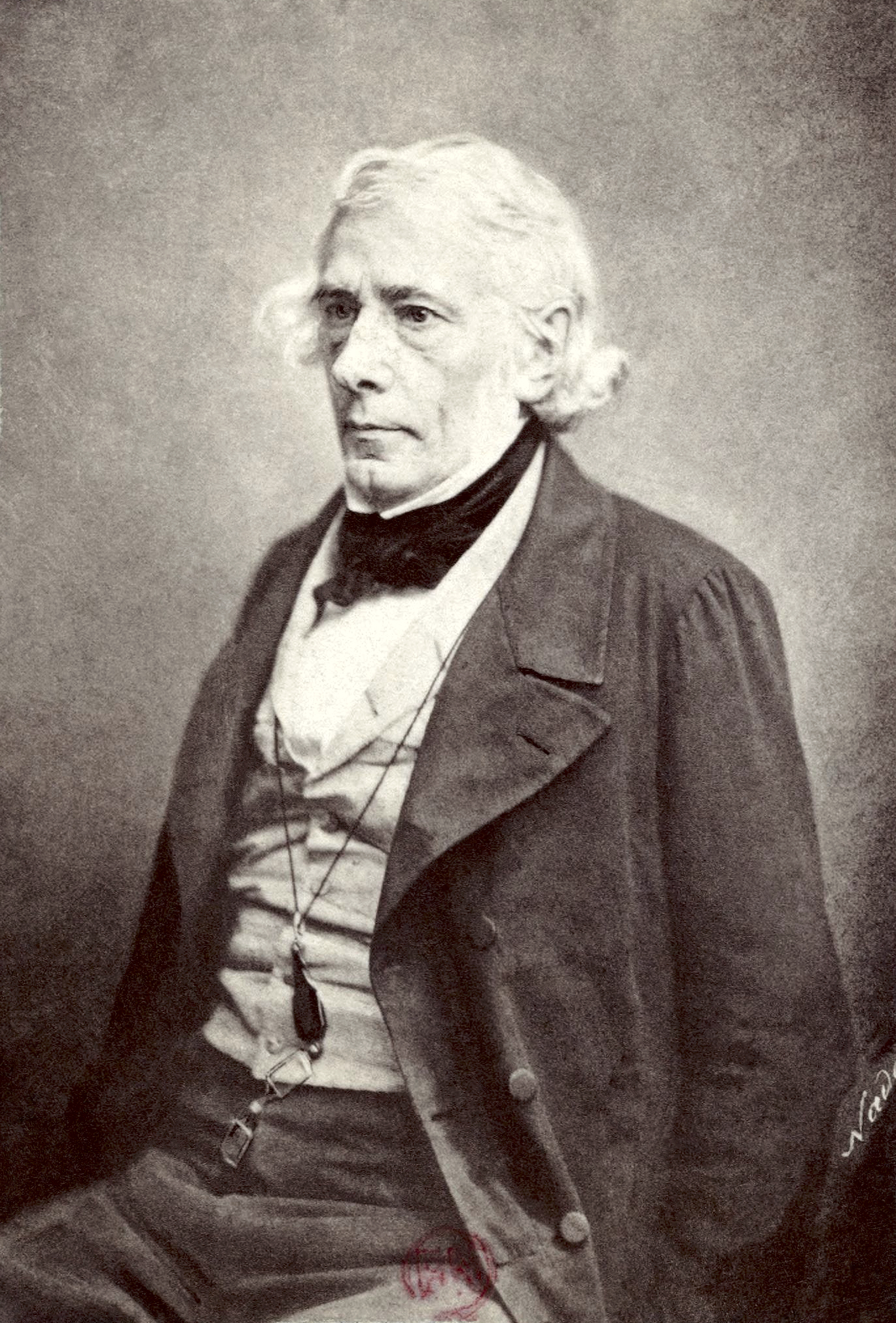
Victor Cousin, par Nadar.

Son contemporain romancier Ainsworth s'est déjà préoccupé de la période concernée dans ses Saint James (1844) et The Court of Queen Anne (1845), mais sous le seul angle des puissants, Marlborough, Bolingbroke, Oxford, avec un saupoudrage d'intrigues de palais. Thackeray évite cet écueil en reléguant ces personnages au rôle de comparses, si bien qu'il s'en tient à son credo : « En un mot, je préfère l'Histoire des gens du peuple à celle des héros ». Pour autant, il n'a pas l'intention de s'abaisser à la description de « la vie commune et vulgaire », car il l'a déjà fait dans Catherine, en lequel le chroniqueur du Fraser's Magazine a vu une description « forte, grossière, littérale du temps dissolu de la Reine Anne ». Cette conception rappelle celle de Walter Scott qui a été le premier écrivain romantique à négliger les puissants de ce monde, ou à les peindre pour ce qu'ils sont, des gens comme les autres. Thackeray va donc privilégier ce que Victor Cousin (1792-1867) a appelé « le comique du majestueux drame de l'histoire ». Ainsi, il n'hésitera pas, via le narrateur, à vilipender le duc de Marlborough, l'une des idoles déchues d'Esmond, qu'il accuse de trahison et de fraude après avoir lu les Mémoires du marquis de Torcy (1665-1746),.

### À l'encontre de quelques beaux esprits
Ce mélange voulu entre le fait historique et le fait inventé ne plaît pas à tout le monde, pas plus qu'il ne l'a fait du temps de Walter Scott. Ainsi Carlyle assimile cette manière d'écrire à « un arbre de carton, […] clouté de résidus de corbeille, coupé du terreau de la pensée… au mieux relié à une souche pourrie et des rameaux morts ». Disraeli, quant à lui, pense que les romans historiques, en tout état de cause, sont insipides, « bourrés de costumes de scène comme pour un bal masqué et presque dépourvus de sens ». Et alors même que Thackeray a déjà commencé sa rédaction, le médiéviste Francis Palgrave (1788-1861) traite ces ouvrages d'« ennemis mortels de l'histoire ».
Plusieurs écrivains, cependant, confirment la faveur du public pour le roman historique ; ainsi Catherine Grace Frances Gore (1799-1861) qui s'en félicite, Lewes (1817-1878) qui le déplore, ou encore George Payne Rainsford James (1799-1860), dont Thackeray ne manque d'ailleurs pas de railler dans Punch l'imagination fantaisiste et les sources historiques douteuses. Déjà, Scott avait remarqué que, désormais, c'était le roman et non plus le drame qui transmettait l'histoire auprès du public ; L'Histoire de Henry Esmond, selon Colby, « caracole au somment de la vague historique en recréant le demi-siècle qui va de la Guerre civile à la succession hanovrienne, tout comme Shakespeare avait mis en scène le grand défilé conduisant à la dynastie Tudor ».

### Souci du détail

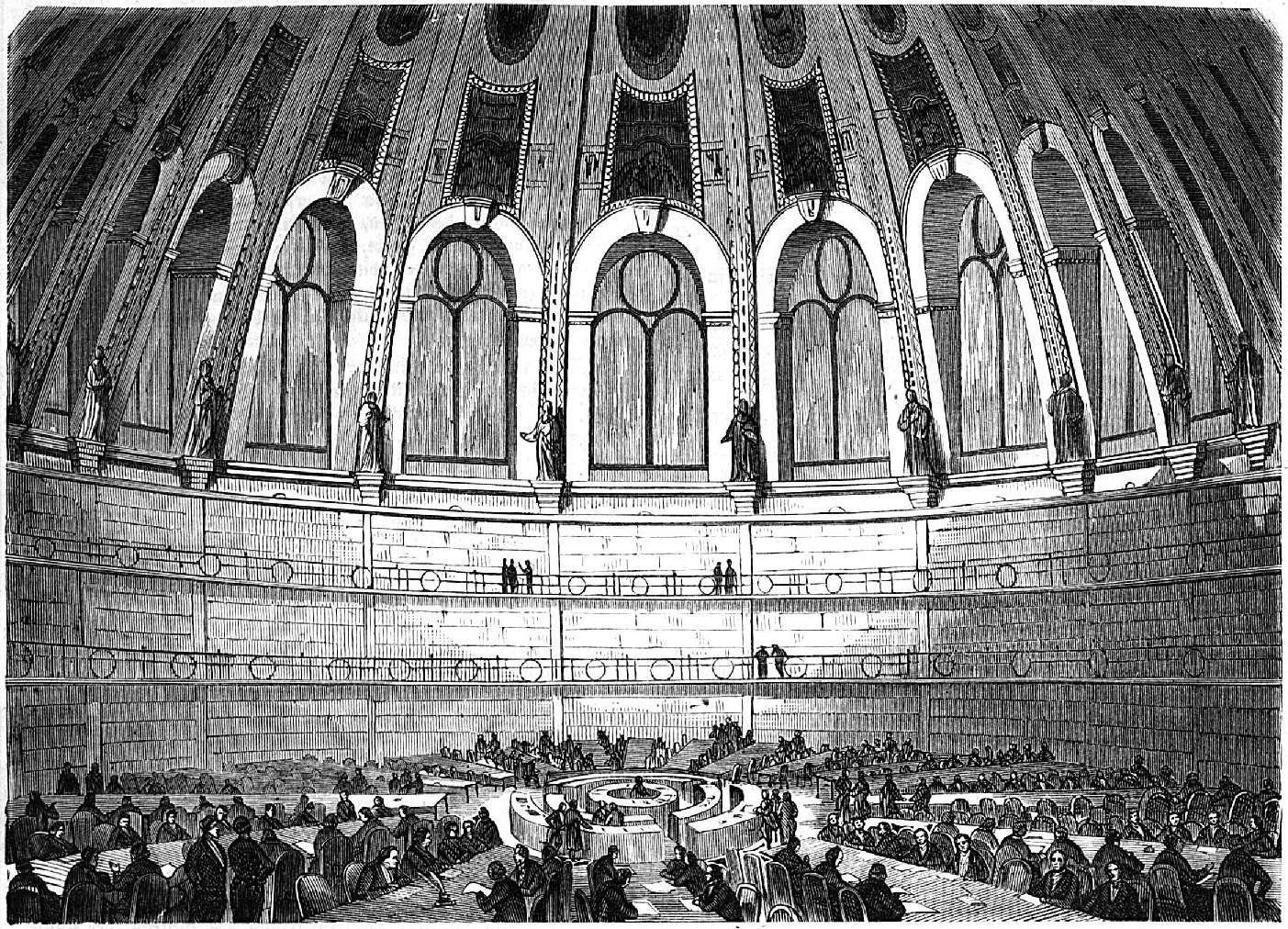
Salle de lecture du British Museum en 1855, publié par Ernst Keil's Nachfolger, Leipzig.

Scrupuleux, Thackeray s'efforce d'être le plus exact possible. Pendant la préparation de son roman, il ne vit pratiquement plus que dans la salle de lecture du British Museum et à la National Gallery. Dans la première, il entre en communion intellectuelle avec Addison, Steele, Fielding ; à la seconde, il copie plusieurs tableaux de Reynolds, Kneller, Gainsborough, Hogarth. Il nourrit sa vision du décor des rues, des campagnes, des attitudes ; il s'acharne à trouver le détail juste, par exemple les horloges argentées agrémentant les bas pourpre que porte Beatrix que sa célèbre descente d'escalier à Walcote House laisse apparaître, la joliesse des ruchés et des jabots. Pour lui, le détail vestimentaire, entre autres, fait l'homme (ou la femme) — Father Bolt ne cesse de changer d'accoutrement. Cependant, comme le signale l'un des premiers comptes rendus du livre : « Ce sont avant tout d'hommes et de femmes dont il [Thackeray] se préoccupe, et non point de chaussures à talon, de crinolines […], de vieille porcelaine ou de chaises à haut dos sculpté », alors que chez bien d'autres, ajoute le même chroniqueur, « les casques à plumes n'enserrent que des ombres »,.
Même souci de fidélité dans le discours : Thackeray s'insurge contre un rendu factice et conventionnel du parler d'autrefois, ce qu'il appelle « les formes surannées du langage », telles qu'elles se trouvent, par exemple, chez G. P. R. James. Avec lui, précise Colby, l'authenticité langagière du XVIIIe siècle aide à la vérité du portrait de la nature humaine. De plus, Thackeray semble manier avec naturel la langue littéraire du XVIIIe siècle, ce « langage tout chargé d'archaïsmes, de paresse, de facilités, de longueurs, de mollesse et d'harmonieuse nonchalance ».
D'autant que Thackeray entend lester son héros d'une densité nouvelle ; comme l'écrit Lewes, « ses prédécesseurs lui ont déjà fourni des types ; il ne lui reste qu'à les rebaptiser, […] à donner à [leurs] réflexions un tour sentencieux, à saupoudrer le tout d'amour et d'héroïsme, et garder jusqu'au dernier chapitre le mystère de la naissance du héros, avec en plus un vrai méchant qui se renfrogne et intrigue pendant deux volumes et demi, avant d'être […] défait à la fin ». Certes, Lewes ne se veut pas élogieux ici ; pour autant, sa description correspond assez à ce qu'est le roman de Thackeray : un héros-narrateur plutôt profond et romantique, dont le secret se justifie moralement et pas seulement par des fins narratives et un villain (« méchant »), Lord Mohun, responsable de la mort de Castlewood et du fiancé de Beatrix, qui trépasse dans l'opprobre et l'ignominie.

### Plusieurs antécédents
Pour le genre littéraire retenu, l'ancêtre de Thackeray est Daniel Defoe qui, dans Journal de l'année de la peste et Mémoires d'un cavalier, a conté une histoire, écrit Las Vergnas, « si plausible que l'on s'y était, de fait, trompé »,,,. Peu après la parution de L'Histoire de Henry Esmond, le Spectator voit en son héros « un […] Cavalier [partisan des Stuart] qui s'adoucit en homme du dix-huitième siècle ». Le « Cavalier » est un type de personnage devenu familier au public victorien depuis les romans de Scott, et en particulier Woodstock et The Cavalier, A Tale of the Year Sixteen Hundred and Fifty-One (1826), ouvrages annonçant par certains aspects celui de Thackeray. Un autre parallèle peut être établi avec Saint Ronan's Well (« par l'auteur de Waverley, Quentin Durward, &c. ») : le héros, en effet, Francis Tyrrel, y renonce à ses droits d'enfant légitime, à son titre et son héritage pour l'amour d'une femme, puis s'exile avec elle.

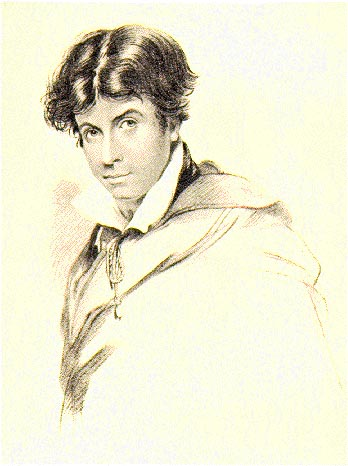
James Henry Leigh Hunt, gravure de H. Meyer (d'après un dessin de J. Hayter)

Et même G. P. R. James, qui a publié en 1832 deux romans, avec chacun un héros nommé Henry, semble, « au-delà des sources primaires », avoir influencé Thackeray. Respectivement situés juste en deçà et au-delà des événements racontés par Henry Esmond, ces Henry Masterton, Les Aventures d'un Jeune Cavalier (Parlour Library) et Henry Smeaton, a Jacobite Story of the Reign of George the First (T. C. Newby) présentent les mêmes factions rivales, le même protagoniste féminin, une intrigue politique, etc. Comme le souligne Colby, « Esmond semble avoir été modelé selon le schéma ayant produit le gentleman idéal de James, fusion du sérieux puritain et de la grâce du Cavalier », traits que rappelle l'éloge que Rachel Esmond présente de son père en préface du roman (voir Les personnages). De plus, Esmond présente certains traits de caractère appartenant à Devereux, personnage créé en 1829 par Bulwer Lytton (1803-1873) et auteur d'une autobiographie fictive située à l'époque de Swift et de Bolingbroke,. Enfin, le Sir Ralph Esher (1832) de Leigh Hunt (1784-1859) appelle lui aussi la comparaison : héros orphelin confié à une riche parenté, de plaisante disposition, soumis à la dureté de la guerre, partie prenante d'intrigues, girouette politique et amoureux contrarié avant un mariage heureux, quoique inopiné
Robert A. Colby remarque aussi que, dans L'Histoire de Henry Esmond où la femme est béatifiée, l'ascétisme, la spiritualité et la sublimation sexuelle ambiantes évoquent « la période dominée par Crashaw, Milton, Marvell et les grands clercs de l'Anglicanisme »,.
De ce fonds romanesque, Thackeray retient essentiellement l'Angleterre comme matériau, en accord avec l'une des devises de Scott qui recommande les « événements de l'histoire nationale ». Et la tendance prévalant chez ses confrères est identique, encore que beaucoup, comme lui d'ailleurs, se soient à l'occasion évadés sur des terrains plus exotiques : la Pologne chez Jane Porter (1776-1850) dans Thadeus of Warsaw (1803 et 1831) et Mrs Gore (Polish Tales, 1833), la Turquie et la Perse chez James Morier (1780-1849) dans Hajji Baba of Isaphan, la Hollande pour Thomas Colley Grattan (1792-1864) et sa Heiress of Bruges (1830), l'Amérique pour Charles Augustus Murray (1806-1895), qui, dans The Prairie Bird (1844), traite des Indiens après leur défaite dans la vallée de l'Ohio devant Mad Antony (le général Anthony Wayne).

## Structure du roman
Que L'Histoire de Henry Esmond soit l'un des rares romans de Thackeray à n'avoir pas été publié en feuilleton rompt avec « les habitudes imprévoyantes du Thackeray journaliste » et lui confère « une place à part dans l'œuvre du romancier ». De plus, pense Colby, cela favorise une architecture soignée et cohérente, car non soumise aux impératifs du calendrier ni aux réactions du public. Cette opinion, cependant nuancée par Geoffrey Tillotson, est corroborée par Andrew Sanders lorsque, comparant le roman à The Newcomes (1853-1855), il évoque « sa rigueur intellectuelle et la subtilité de sa technique narrative ».
Aux lecteurs du XIXe siècle, L'Histoire de Henry Esmond est apparu comme un roman à la fois historique et domestique, dans la veine des œuvres de Scott et de Dumas pour le premier aspect, de Dickens pour le second. Le substrat autobiographique a été révélé plus tard, lorsque la correspondance de Thackeray a fait l'objet d'études circonstanciées.

### Deux intrigues

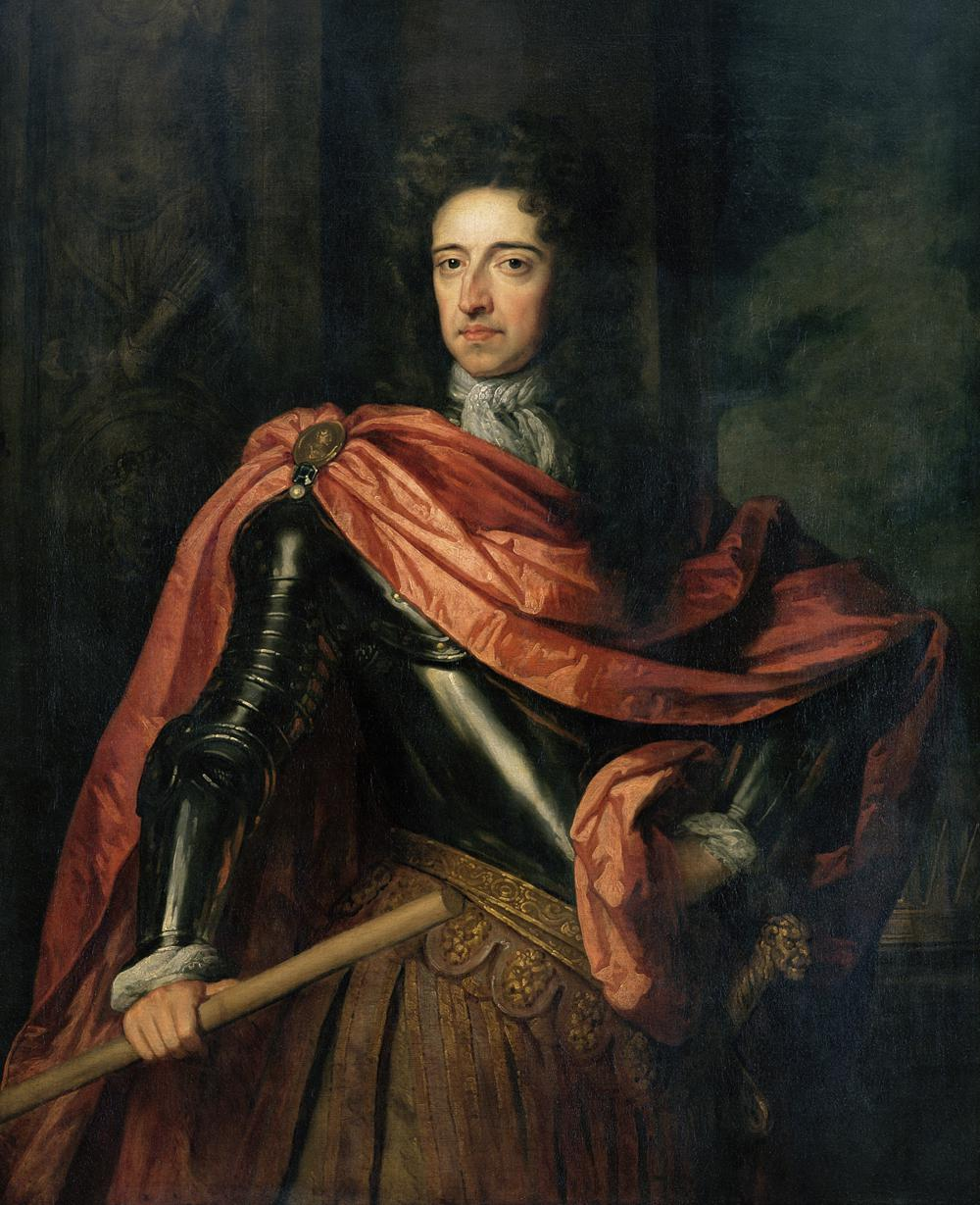
Guillaume d'Orange, devenu Guillaume III d'Angleterre (1650-1702).

Démêler l'intrigue sentimentale de celle du roman historique pose la question de savoir quel est le véritable sujet du livre : deux romans coexistent en réalité, l'un dont Henry Esmond est le héros, dans une intrigue romancée et romanesque relatant une conspiration jacobite à la mort de la reine Anne, avec en arrière-plan le règne de cette reine vu par un Tory ; l'autre avec Rachel Castlewood comme héroïne principale, depuis le jour où l'échec de sa vie conjugale est confirmé, puis tout au long des années où elle réprime son amour pour Esmond, enfin, après que ce dernier a renoncé à Beatrix, la réalisation de cet amour en une contrée lointaine.
Le développement de ces intrigues suit un chemin parallèle. Lord Mohun, en tuant Castlewood, libère Rachel de ses liens en même temps qu'il révèle à Henry sa véritable identité ; c'est encore Mohun qui, en tuant le duc de Hamilton, libère par contre-coup Esmond de son aveuglement envers Beatrix, non sans qu'en un dernier sursaut, cet amour ait catalysé l'idée de la conspiration qui engendre la rupture définitive et conduit à l'ultime scène de l'évocation historique.
Pour parallèles qu'elles soient, les deux intrigues n'ont pas les mêmes points d'intensité. La vie sentimentale de Rachel passe par quatre périodes : la félicité conjugale des chapitres 1-9 du premier livre ; l'intrusion de la variole et du malheur, la mort libératrice de Castlewood, l'amour secret pour Henry aux chapitres 9-14 de ce même livre ; la lutte de Lady Castlewood contre son sentiment et l'aveu indirect dans la scène du 29 décembre aux chapitres 1-6 du deuxième livre ; un long palier, coupé par les orages passionnels de Henry pour Beatrix, au cours duquel mûrit encore le sentiment de Rachel qui attend son heure.
Le roman historique imbriqué dans cette histoire comprend trois parties : le récit des campagnes de Marlborough (II, 3-5) forme la masse centrale du livre. Cette masse est précédée par deux récits de conspirations avortées, l'un relativement court, à l'avènement de Guillaume d'Orange (1650-1702) (I, 16), l'autre, quatre fois plus long, situé à la fin du règne de la reine Anne (III, 8-12). Ce sont trois tableaux différents, avec un arrière-plan, des dates et des acteurs qui leur sont propres. Ce fractionnement de la composante historique rejette l'intérêt premier vers les drames intérieurs et, tout leur garantissant grandeur et dignité, permet, par la densité géographique et temporelle, de les situer en perspective.

### Tempide la narration
Charlotte Brontë, l'une des premières à lire le livre, se plaint à son éditeur, (Smith, Elder & Co de Londres) qu'elle partage avec Thackeray, que les deux premiers volumes contiennent « trop d'Histoire et pas assez d'histoire » (« too much history and not enough story »). La troisième partie, en revanche, recueille son assentiment ; quelques jours plus tard, elle ajoute en effet : « J'ai lu le troisième volume d'« Esmond ». Je l'ai trouvé à la fois agréable à lire et passionnant. Il semble posséder un élan et une excitation dépassant les deux premiers ; le tempo et le brillant, qui manquaient parfois aux précédents, sont ici toujours au rendez-vous ». Colby assigne cette différence au fait que les sources manquent à Thackeray pour le troisième volet de son livre et qu'il laisse plus librement cours à son imagination. De fait, Thackeray lui-même indique, lors d'une de ses conférences, que Swift, qui jusqu'alors lui a fourni une bonne part du matériau politico-militaire, « mentionne à peine, sinon pour s'en gausser, la grande intrigue qui a occupé la dernière partie de la vie de la Reine, destinée à ramener le Prétendant ». Stevenson va jusqu'à écrire que le sommet romanesque du roman, qu'il situe à l'épisode au cours duquel Frank brise son épée devant le prince James, est semblable à celui qui oppose Athos et Louis XIV au chapitre 197 du Vicomte de Bragelone, « du pur Dumas ». La conception même du récit, cela dit, peut aussi expliquer certains des traits ayant frappé Charlotte Brontë.
Dans la mesure, en effet, où le narrateur connaît les faits qu'il raconte, puisqu'il est censé les avoir vécus, il peut, au gré de son créateur qui en garde la maîtrise, ralentir ou accélérer non pas l'action mais le récit de cette action. Cette maîtrise va au-delà de la convention (de toute façon, c'est l'auteur qui écrit son livre), puisque Thackeray n'est nullement absent dans le texte (voir Le jeu entre le narrateur et l'auteur). Ce faisant, comme dans l'univers romanesque l'une dépend entièrement du second, il modèle l'intrigue selon une logique très ferme qui dévoile peu à peu une ligne de force rigide rehaussant les scènes les plus insignes, par exemple l'esquisse du déroulement historique ((Collins p. 129) et la prophétie concernant Lord Mohun, « […] il y avait quelque chose dans les attitudes et les manières de parler de Lord Mohun qui ne lui [Lady Castlewood] inspirait pas confiance » (Collins p. 134).
Cependant, il arrive à Thackeray d'oublier (ou plutôt de le feindre) que Henry Esmond est son narrateur et de ralentir le cours des choses. Alors, selon une pratique établie au XVIIIe siècle depuis Fielding, il enfourche le rôle de conteur et chevauche hardiment le long du récit, surtout dans les parties historiques où l'évocation laisse parfois la place à la méditation, phases pendant lesquelles il se mue en une sorte de récitant (« Mohun apparaît pour la dernière fois dans cette histoire », III, 5, Collins p. 357-363), et II, 3, Collins p. 193) où il cite même du grec,.
Mouvement inverse, l'accélération de l'action, qui passe plus inaperçue et sert, semble-t-il, à alléger la narration, contrebalance les longueurs induites par les ralentissements. Ainsi les années qu'Esmond passe à Cambridge sont réduites au minimum (p. 92, §2) ; il est vrai que Thackeray a déjà traité de ce sujet dans Pendennis, et que, comme à ses yeux, son œuvre romanesque forme un tout, point n'est besoin de s'éterniser. L'intervention directe de l'auteur-démiurge est particulièrement sensible dans la description de la campagne de 1706 : comme elle menace de traîner en longueur, Thackeray décide d'y couper court d'un coup, à la page 246 : « La première campagne de Mr Esmond ne dura que quelques jours, et comme des douzaines de livres ont été écrits à son sujet, il est loisible de s'en acquitter très brièvement ici ».
Ainsi, le roman se déroule sans à-coup, avec une sûreté que garantit sa lenteur, à un rythme le plus souvent réglé sur la réactivité du narrateur mettant en relief les scènes censées l'avoir frappé, au gré des nombreux retours en arrière nécessaires au récit d'« un homme [qui] se penche sur son passé » et dont Thackeray est d'habitude très friand. Pour autant, le roman est en soi-même un retour, celui d'un personnage faisant le point après être parvenu à la plénitude, comme dans une autre vie, la séparation entre le passé et le présent, géographiquement matérialisée par l'océan atlantique, devenant symbolique de son immensité. Il existe cependant une exception à la fin d'un chapitre-clé : au livre II, chapitre 5, p. 194, Lady Rachel s'explique par un rappel du passé destiné à éclairer Esmond sur ses sentiments. Ce passage rétrospectif sert l'intrigue de façon détournée, à rebours en quelque sorte, ce qui a eu lieu avant expliquant ce qui est l'aujourd'hui du récit et l'hier de l'histoire.

### Problèmes de chronologie
Thackeray a insisté sur la chronologie des événements, non pas en datant les occurrences historiques, mais en émaillant le récit de références, parfois signées des initiales des prétendus commentateurs du manuscrit, Rachel Esmond Warrington (R. E. W.) en particulier, qui permettent aux lecteurs avertis (et ils étaient nombreux en ce milieu du XIXe siècle) de situer entre eux les personnages et les faits. Ces références, au nombre d'une vingtaine pour l'ensemble, sont disposées toutes les vingt pages environ, s'échelonnant à des points stratégiques de la narration. Par exemple, p. 432 de l'édition Collins, un renvoi explique ce qui peut passer pour une anomalie : « À Londres, nous nous adressions toujours au Prince en tant qu'Altesse royale, alors que les femmes continuaient à lui donner le titre de Roi ».
D'après ces références, L'Histoire de Henry Esmond débute en 1688 et se termine en 1714. La scène révélant l'évolution des sentiments de Lady Rachel (II, 6) est datée de 1702, année de changement de règne, soit quatorze ans après le commencement de la narration et douze ans avant sa fin. La carrière militaire d'Esmond commence avec la campagne de 1704 (II, 9), seize ans après le début de l'histoire et dix ans avant sa fin. Les chapitres centraux 6-9 du livre II se trouvent chronologiquement disposés au centre des événements.
Cependant, un examen plus complet révèle certaines hésitations : la date de naissance du héros reste incertaine : 1678 ? (I, 4 et p. 241), 1679 ? (p. 117), 1680 ? (p. 178) ; de même, Lady Rachel est-elle née en 1671 ? (p. 9), en 1669 ? (p. 224) ; seuls Beatrix et Frank bénéficient d'une date précise, 1686 et 1688. Et quand le narrateur écrit-il ? En 1730 ? (p. 282), 1739 ? (p. 370), 1742 ? (p. 179), autant de flottements dus à la négligence ? Plus vraisemblablement ménagés pour voiler sa différence d'âge avec sa future épouse. En gros, il y a huit ans entre l'un et l'autre, et aussi huit entre lui et Beatrix, ce qui correspond à la mention que Lady Rachel a été mère à dix-huit ans. Quant à Lord Castlewood, il a quarante-six ans au début du roman, soit dix-neuf de plus que sa femme.

### Mises en scènes

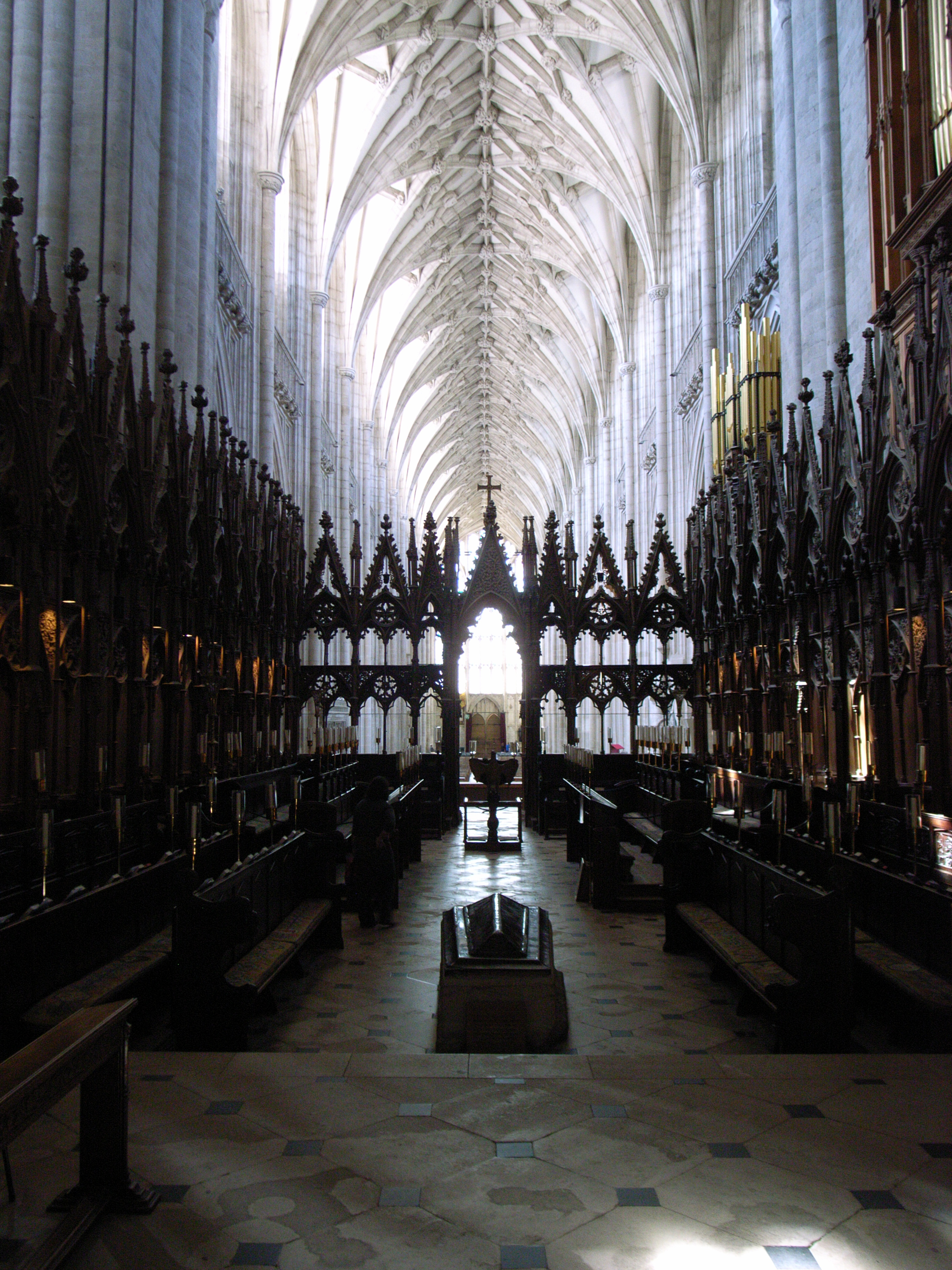
Dans l'ombre de la cathédrale de Winchester.

Thackeray a fait d'Esmond un visionnaire à rebours, capable de revivre les événements qu'il a traversés sous la forme de scènes émergeant de l'oubli. Ainsi préparées et amenées, elles s'imposent avec la présence d'une bouffée de reviviscence qui gomme, par sa vigueur, les ralentissements et les accélérations auxquels la chronologie les a préalablement soumises. Le narrateur est conscient de cette particularité de sa mémoire et, comme son créateur, il croit en la vertu magique du souvenir (I, 14, p. 130) : « Comme il est étrange que cette scène et le bruit de cette fontaine se soient ainsi incrustés en moi… », écrit-il. Cette technique, empruntée au théâtre, est essentiellement due à Fielding (1707-1754) que Thackeray considère comme son maître.
Ce narrateur a une vision immobile : lorsqu'il parvient à un événement, il se plonge dans le passé, les sentiments remontent à sa mémoire, la scène s'anime, les personnages revivent, bougent, parlent, le dialogue crépite puis tout retombe dans l'ombre (I, 1, p.  7-10 : « Lorsque revint la dame […] »). C'est pourquoi le drame psychologique procède par bonds et paliers, et à une scène de grande intensité émotionnelle ou dramatique succède le plus souvent une évocation historique. Certaines de ces scènes atteignent un paroxysme : Father Holt brûlant ses papiers vu par le souvenir d'un enfant (p. 34), Beatrix apparaissant en haut du grand escalier (p. 195), Joseph Addison composant son poème (p.  227 sq.), Lady Rachel et Frank dans l'ombre de la cathédrale de Winchester, le Chevalier de Saint-George sur le champ de bataille (p. 298).
À l'école de Sterne (1713-1768), l'auteur du A Sentimental Journey Through France and Italy (Voyage sentimental à travers la France et l'Italie, 1768) que pourtant il n'aime guère, Thackeray sait aussi saisir les gestes révélateurs des désirs secrets (p. 87), gestes qui font partie de la mise en scène des romans sentimentaux du XVIIIe siècle et sont encore fréquents au siècle suivant (p. 70, p. 87). D'ailleurs, flotte sur ces souvenirs un parfum somme toute victorien : au début de la décennie suivante, dans Le Moulin sur la Floss (1860), George Eliot exploite le même thème, comme Dickens l'a fait dans David Copperfield dix ans plus tôt (1850).
Bien que certains critiques, dont Augustine Birrell, aient pensé que Thackeray écrit « paresseusement » et manque de soin pour les détails historiques, la construction de L'Histoire de Henry Esmond est donc complexe et savante, reposant sur une utilisation brillante de l'évocation.

## Évocation historique
La première phrase de la dédicace de L'Histoire de Henry Esmond à William Bingham, Lord Ashburton, place résolument le roman sous le signe de la fiction historique. Thackeray s'y décrit en effet comme « l'écrivain d'un livre qui copie les mœurs et l'expression du temps de la reine Anne ».

### Chronologie de l'époque

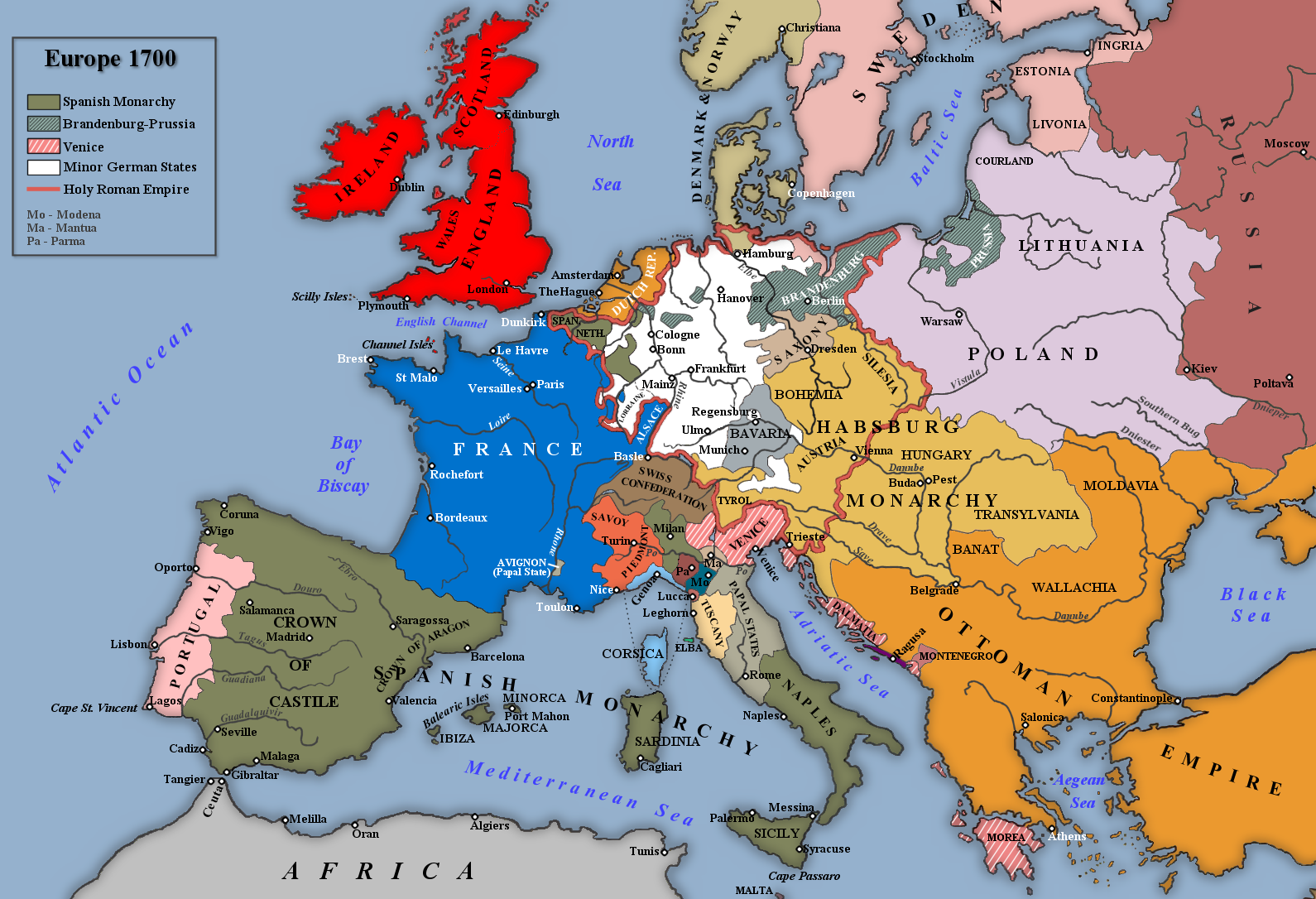
L'Europe au début de la guerre de Succession d'Espagne (G. M. Trevelyan, England Under Queen Anne, .)

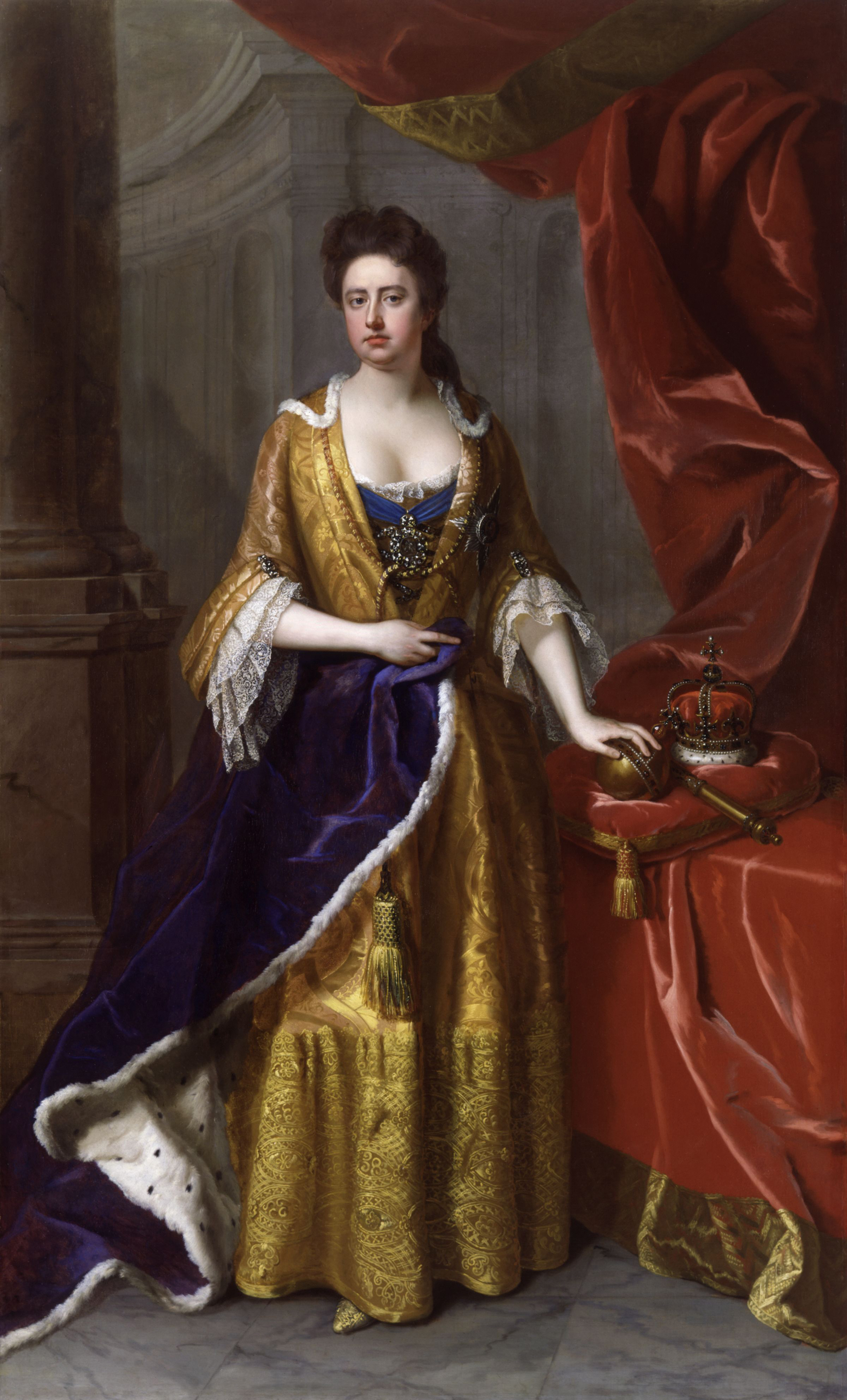
La reine Anne en 1705, par Michael Dahl.

- Avril 1688 : Jacques II (1633-1701) publie une déclaration d'indulgence, mesure revenant à tolérer le catholicisme. La déclaration doit être lue en chaire après le culte. Sept évêques s'y opposent et le roi les met en jugement. Ils sont acquittés en juin.
- Novembre 1688 : Guillaume d'Orange débarque à Torbay et marche sur Exeter et Londres. John Churchill (1650-1722), considéré comme l'un des plus grands commandants militaires de l'histoire de son pays, déserte le camp du roi en compagnie d'Anne Stuart, la future reine Anne (1665-1714), et s'embarque en décembre pour la France où il s'installe à Saint-Germain.
- 1er juillet 1690 : bataille de la Boyne (de la « Boyne Water » sous la plume de Thackeray) et défaite des forces jacobites franco-irlandaises.
- Février 1696 : conspiration irlandaise découverte contre Guillaume, influence décisive de Marlborough et de son épouse.
- 8 mars 1702 : Anne Stuart succède à Guillaume, influence décisive de Marlborough et de son épouse, l'orgueilleuse Lady Marlborough[64].
- Mai 1702 : guerre de Succession d'Espagne contre la France et l'Espagne.
- 23 octobre 1702 : échec des flottes anglo-hollandaises, commandées par l'Amiral George Rook et le Vice-Amiral Edward Hopson, devant Cadix, puis revirement de la situation en fin de journée et perte de l'entière flotte franco-espagnole devant Vigo, avec la destruction de vingt-trois vaisseaux et la capture d'un convoi de dix-sept autres.
- 1703 : grande alliance contre Louis XIV.
- 13 août 1704 : bataille de Blenheim (Höchstadt). Louis XIV perd l'Allemagne.
- 1705 : année d'inactivité militaire.
- 23 mai 1706 : bataille de Ramillies, particulièrement sanglante. Louis XIV est chassé des Flandres.
- 1707 : menaces de débarquement du Prétendant James, fils de Jacques II et concentration de troupes en Flandres.
- 1708 : campagne de Flandres. Juillet : bataille de Malplaquet devant Mons, elle aussi très sanglante (32 000 morts).
- 1er août 1714 : mort de la reine Anne sans héritier[65].

### Situation politique en Angleterre sous la reine Anne

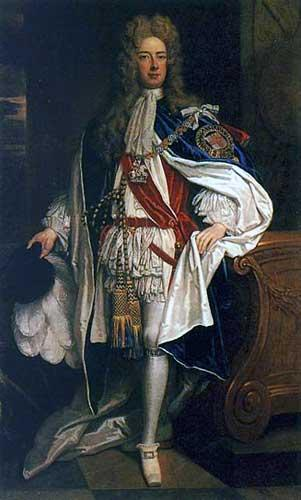
Le duc de Marlborough vers 1705, par Sir Godfrey Kneller.

Elle est dominée par la lutte entre les Tories et les Whigs, par les menées jacobites et aussi par le double-jeu de certains politiciens.
Domination Whig (1704-1710)
Au cours de ces six années, les Whigs dominent la scène politique, en particulier sous Sidney Godolphin (ca 1645 – 15 septembre 1712). John Churchill exerce une influence décisive. Le parti whig est celui de la guerre et de la protection des sectes non-conformistes. Cependant, la reine se lasse des Marlborough qui sont disgraciés. En novembre 1709, le Dr Satcheverell attaque les Whigs en chaire au nom de l'Anglicanisme. Poursuivi, il est acquitté par la Chambre des lords.
Domination Tory (1710-1714)
Harley, duc d'Oxford, et St John, Lord Bolingbroke, prennent le pouvoir. Ils accusent Marlborough et son secrétaire Cardonnel de corruption et signent la paix d'Utrecht. Marlborough est victime d'un attentat.
Intrigues autour de la succession
Harley et St John se séparent, ce dernier se livrant à un double jeu destiné à favoriser l'accession au trône du Prétendant Jacques. Cependant, St John se voit lui-même éliminé par les Whigs le 30 juillet, deux jours avant la mort de la reine Anne à 49 ans (1er août 1714). George Ier, époux de feue la Princesse Sophie, accède à la couronne sans difficulté.

### Thackeray historien
Pressenti par un éditeur pour une « Histoire du règne de la Reine Anne », Thackeray, qui vient d'écrire son English Humourists of the 18th Century, a une documentation presque prête lorsqu'il entreprend L'Histoire de Henry Esmond.

#### L'osmose avec «le dernier siècle» (W. M. Thackeray)
« Je vis au dernier siècle depuis des semaines, écrit-il immergé dans son sujet à sa fille de Paris peu avant la publication, pendant la journée du moins, car lorsque, comme d'habitude, je sors le soir en notre âge présent, j'en viens à m'imaginer presque aussi à l'aise avec l'un qu'avec l'autre, et Oxford et Bolingbroke m'intéressent tout autant que Russell et Palmerston, et sans doute même plus […] Parfois je me demande à quel siècle j'appartiens. Suis-je du XVIIIe, Suis-je du XIXe ? Je passe mes journées dans l'un et mes soirées dans l'autre ».
Toutefois, la première page du chapitre 1 (Early Youth « Première jeunesse ») montre qu'il a une conception de l'histoire bien précise. Il évoque le théâtre antique, ses masques, ses rythmes, ses pas mesurés, et il déplore que « la muse de l'histoire [se soit] encombrée du même décorum que sa sœur du théâtre », ne se souciant que des rois et « ne se préoccupant en rien de consigner les affaires des gens ordinaires (common people) ». Lui préfère, écrit-il, « l'histoire familière à l'héroïque » (Collins, p. 33-34). De fait, comme l'écrit Norman Collins, « [t]out se passe comme si Thackeray, au lieu d'être né en Inde en 1811, avait vu le jour en Europe en l'année 1672 et avait été élevé comme "Colonel au service de la Reine Anne" ».

#### Jeu entre narrateur et auteur
Alors, le narrateur cède parfois la place à l'historien, et le récit s'interrompt pour devenir essai historique. Dans ce cas, Thackeray prend la parole, utilisant l'antique formule de la parabase, c'est-à-dire, selon l’Encyclopédie Universalis, « une partie de la comédie grecque où l'auteur s'adresse directement au public, par la bouche du coryphée qui interpelle les spectateurs, pendant que le chœur se range au bord de la scène. Le sujet de la parabase n'a rien à voir avec l'intrigue qui, ainsi interrompue, reprendra son cours après l'exposé du coryphée ». Dans le roman, les remarques concernant la reine Anne témoignent bien que Thackeray, homme passionné, ne peut s'empêcher de prendre parti (II, 3, p. 171-172). Il arrive même qu'Esmond se trouve en délicatesse de jugement et se voit contraint de nuancer son propos, rectifiant, par exemple, son appréciation de Marlborough, mal venue chez un officier ayant combattu sous les ordres du duc (II, 9, p. 214-215). De fait, souligne Norman Collins, « [ce] XVIIIe siècle est d'abord perçu par le regard d'un colonel Esmond, et non par celui d'un homme plus éveillé, plus intelligent ou mieux informé ».
Cette technique diffère de celles de Walter Scott (1771-1832), de Bulwer Lytton (1803-1873), de Stanley Weyman (1855-1928) ou encore d'Alexandre Dumas (1802-1870) (dont Norman Collins dit qu'ils ont été « avant tout des envoyés spéciaux d'un autre âge et impatients d'en revenir avec un scoop ». Pourtant, Andrew Sanders remarque que Thackeray et Scott ont ceci commun qu'ils utilisent tous les deux le mélange des événements historiques et ceux qui relèvent de la sphère privée.
S'imaginant descendre du général John Richmond Webb (en fait, c'est sa tante Amelia qui est parente de Thomas, frère de John), Thackeray a en effet placé dans la bouche de ce personnage des propos sans ménagement à l'encontre du duc de Marlborough (Collins, p. 240-241), ; il lui fait dire : « We were gentlemen, Esmond, when the Churchills were horseboys » (« Esmond, nous étions des gentlemen alors que les Churchill n'étaient que des palefreniers », Collins, p. 240). Pour autant, signale Jean-Georges Ritz, le portrait du général invite à la prudence car, vers la fin du livre, il évoque l'oncle Toby du Tristram Shandy de Sterne,,, ce qui le rend redevable de possibles réminiscences littéraires.

#### Lucidité et expertise
En dépit de certains partis pris contre des personnalités, Marlborough ou les compères du Spectator Addison et Steele, ou encore Swift, Thackeray nuance le propos. Il a fait de Henry un Tory pour des raisons d'opportunisme littéraire, mais ses sentiments personnels sont plutôt Whig (voir, par exemple, Pendennis au chapitre LXI). Il aborde donc le règne de la reine Anne sans a-priori accusé, affinant les opinions de son héros, Tory de tradition mais n'allant pas jusqu'à se convertir, comme Frank Castlewood, au Catholicisme et, malgré les pressions exercées par le père Holt et Lady Rachel, demeurant fidèle à son Église. De plus, sa vocation jacobite vise à flatter Beatrix, certes, mais son patriotisme récuse aussi un souverain étranger, position que condense sa réplique à Holt : « The will of the nation being for Church and King, I am for Church and King too; but English Church and English King; and that is why your church is not mine, though your King is » (« La nation demande qu'on soit pour l'Église et pour le Roi ; je suis pour l'Église et aussi pour le Roi ; mais l'Église de l'Angleterre et le Roi de l'Angleterre ; c'est la raison pour laquelle votre église n'est pas la mienne, bien que votre Roi le soit » (III, 1, p. 296).

### Henry Esmondroman historique
Thackeray lui-même ne prend pas toujours ses évocations au sérieux et retrouve souvent la veine parodique de son Livre des snobs.

#### Éléments parodiques
Thackeray est un grand amateur de roman historique. En 1850, soit trois ans avant la publication de son roman, il lit Le Vicomte de Bragelonne. En revanche, il a peu d'estime pour ses contemporains Bulwer Lytton et William Harrison Ainsworth qui, ensemble, ont créé ce qu'il est convenu d'appeler, d'après la célèbre prison londonienne du même nom, The Newgate School of Fiction (« l'École du roman de Newgate »). Il qualifie cette veine, très populaire, de littérature de roguery, (c'est-à-dire « de coquins »), à arrière-plan historique. Il a par exemple déjà parodié le Rockwood d'Aisnworth dans Catherine, et il reprend cette démarche, comme la parodie en III, 3, du style du périodique The Spectator « unanimement considéré[e] comme un chef-d'œuvre », ou encore la satire de la galanterie de la vieille marquise en II, 2. (Voir ci-dessous Quelques libertés).

#### Quelques libertés

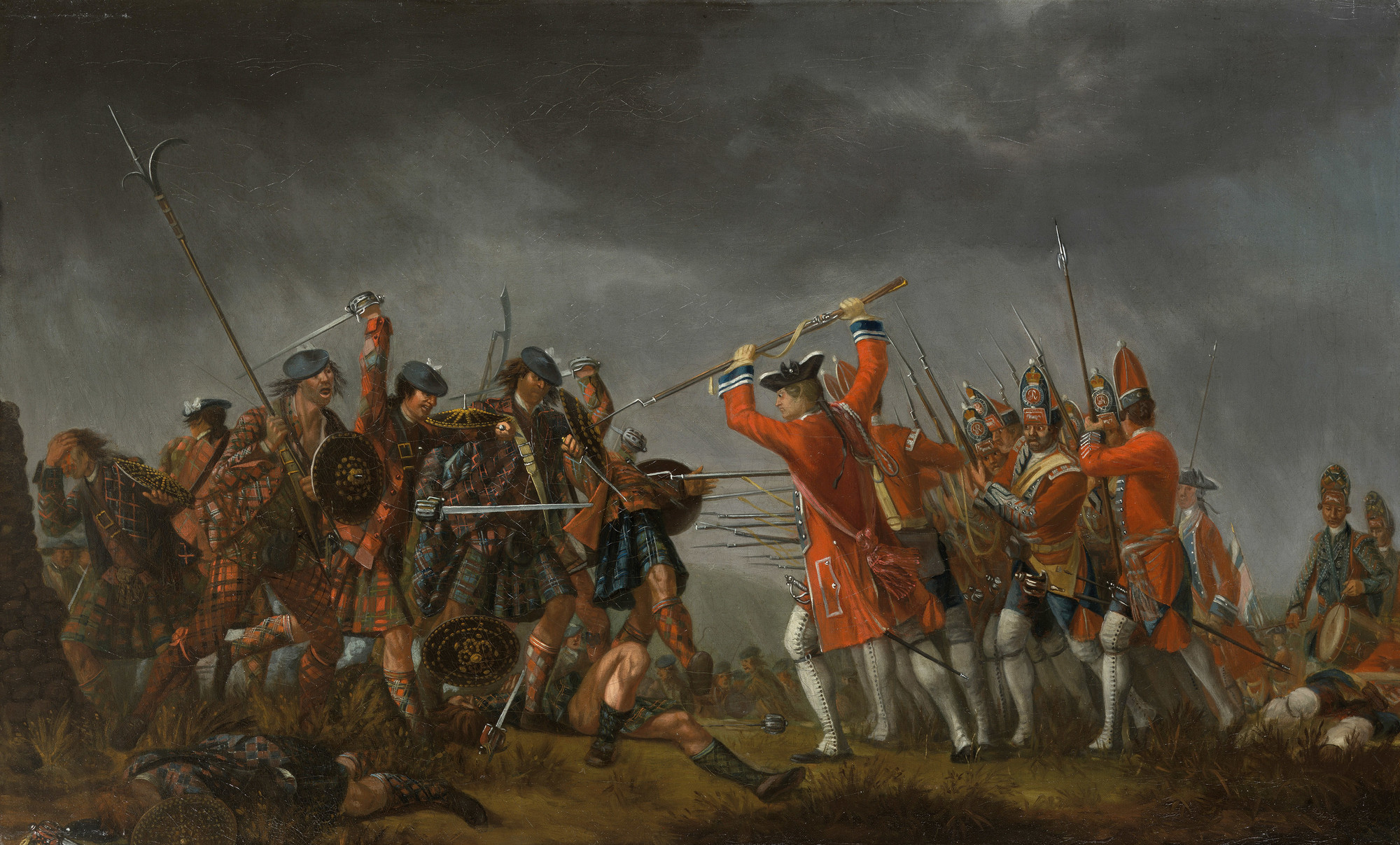
Bataille de Culloden, par David Morier.

Thackeray prend en effet quelques libertés avec l'histoire : Steele, par exemple, ou le duc de Hamilton, voient leur carrière sensiblement modifiée ; de même à la fin du livre, le personnage du Prétendant Stuart est transposé fictivement en jeune insouciant qui se pâme pour Beatrix et néglige sa propre cause. Le romancier prend ici le pas sur l'historien, puisant dans la tradition du héros romantique et populaire du « Jeune Chevalier », la silhouette de ce Young Pretender (Bonnie Prince Charlie) défait à Culloden (16 avril 1746). En réalité, le « Vieux Prétendant » était un homme fort digne, mais épais et plutôt pompeux, ce que Thackeray n'ignorait pas. Autre erreur, quoique sans importance, en I, 14, p. 15, Lady Dorchester n'était pas la fille de Killigrew comme il est dit, simple coquille sans doute.
Plus anachronique, Harry (diminutif de Henry) déclare en I, 14, p. 125 qu'il préfère Shakespeare à Congreve (1670-1729) et Dryden (1631-1700), ce qui semble peu vraisemblable à l'époque, alors que vingt ans plus tard, lors du règne au théâtre de Garrick, cette opinion eût été tout à fait possible, vu le prestige de l'acteur qui a rejailli sur le dramaturge.

#### Maillage entre histoire et intrigue
Pour autant, hommes et événements sont en leur majeure partie intégrés à la vie d'Esmond. Comme ce personnage narre sa vie directement, la résistance du lecteur à la crédulité se voit aisément vaincue. Pour ce faire, Thackeray utilise un triple procédé : mise dans le ton de l'époque, accumulation d'une poussière de détails pittoresques jetés comme négligemment pour dresser le décor, par exemple gestes désuets, habitudes de vie surannées, mise en relief, par l'étonnement d'Esmond, de points désormais entrés dans les mœurs du lecteur, comme les allusions au quinquina, dont la poudre est connue depuis le XVIIe siècle (p. 25), ou encore à l'inoculation (p. 64), etc.
Enfin, les personnages historiques deviennent des acteurs importants : Steele est l'ami du héros, Webb son protecteur, et avec eux, le lecteur entre dans le monde des lettres et des armes. Parfois, le trait paraît forcé, comme la double évocation par Steele de la disparition de son père alors qu'il a cinq ans, reprise en fait d'un morceau de bravoure déjà connu et d'anthologie (p. 56). Mais le même Steele, bien réel, est conduit à jouer un rôle non négligeable, par exemple lorsqu'il intercède entre les fictifs Rachel et Henry (p. 161). Le héros, quant à lui, se conduit en homme du XVIIIe siècle pratiquement sans faillir, avec la plupart des points de vue, des préjugés, des sentiments et des émotions propres à la période, par exemple la francophobie ambiante envers l'« ennemi héréditaire », la France (p. 119), ou encore son sentimentalisme exacerbé qui laisse libre-cours aux émotions et aux larmes (p. 360) (p. 362),,,.

#### Esmond prêt pour l'Amérique
« […] comme nous n'avions plus, nous deux, le désir de vivre en Angleterre, Frank nous céda, en due forme et avec joie, la possession du bien que nous occupons maintenant loin de l'Europe, sur les belles rives du Potomac, où nous avons bâti un nouveau Castlewood, non sans évoquer, d'un cœur reconnaissant, notre ancienne demeure ».
À la fin du roman, Esmond est conduit à évoluer et devenir le porte-parole de son créateur ; comme lui désormais, il sait porter un jugement sur le temps de sa jeunesse qui lui paraît peu raffiné (I, 7, p. 57), ignorant et inculte (I, 12, p. 115 et II, 4, p. 177). De cette grisaille émergent certaines figures féminines, bien supérieures à leurs homologues masculins (I, 11, p. 100), telles que peuvent les juger un contemporain clairvoyant d'Addison et Steele, déplorant comme eux la rudesse masculine et épiant l'espoir en la finesse des femmes. La lucidité d'Esmond va parfois fort loin, le roman apparaissant alors comme une entreprise de démythification. « Voir les choses comme elles sont », tel était le principe fondateur du Livre des snobs et tel est celui qui sous-tend L'Histoire de Henry Esmond. Les guerres de la succession d'Espagne se dépouillent de leur auréole et apparaissent telles qu'en elles-mêmes, inhumaines et barbares. Thackeray retrouve là la formule polémique, « Indeed Hounslow or Vigo - which matters much? » (Collins, p. 204), par laquelle il fait de la guerre une forme de banditisme : « la lie d'une bataille, si brillante qu'elle ait pu être, n'est jamais qu'un vil résidu de rapine, de cruauté, de soûlerie et de pillage » (Collins, p. 259). L'Histoire ne saurait oublier la souffrance des hommes (II, 9, p. 213), non plus que l'ambition sans scrupule des chefs (III, 1, p. 292), la prétendue beauté du combat n'étant que mythe illusoire (II, 11, p. 231), et le grand Louis XIV de France rejoignant John Churchill au panthéon de la fausse gloire.
Thackeray parachève ici l'œuvre entreprise dans le Livre des snobs, dévoilant les vils motifs sous les flamboyantes entreprises (II, 10, p. 221), si bien que « à retourner la loupe de la perspective, […] le géant paraît pygmée » (II, 10, p. 221). Ainsi, Swift se fait lui aussi snob de bas étage comme tous les snobs, arrogant envers les pauvres hères (III, p. 5) et plat devant les puissants (III, 2, p. 307). Marlborough loge à la même enseigne, mais s'y ajoutent l'avarice et la traîtrise (III, 1, p. 296) ; Steele, soi-disant raffiné, n'est qu'un buveur stupide, apeuré devant une épouse à la vulgarité horripilante (« afraid of his horrid vulgar wife ») (Collins, p. 343) ; Addison est un pauvre fat (III, 3, p. 315) à l'amitié vacillante, qui traite son compère du Spectator de « brave gars n'ayant pas inventé la poudre. » (« Dick is a good fellow, though he does not set the Thames on fire »), I, 11, p. 235.
Tout cela conforte qui se plaît à dépeindre Thackeray en cynique. Pourtant, voici un jeune héros à l'allure romantique combattant pour une cause désespérée, qui s'allie aux Jésuites frappés d'opprobre, et qui reste fidèle de bout en bout malgré de lourds griefs personnels. De plus, combien de portes dérobées, de couloirs secrets, de duels, de visiteurs nocturnes, de documents confidentiels ! Et une atmosphère de grisaille et d'ombre (II, 6, p. 191 : « Le gris crépuscule se resserrant autour d'eux »). Thackeray connaît toutes les ressources des auteurs dont il se moque et les utilise à ses fins.
En fait, l'incorporation des personnages historiques dans la trame romanesque, la multiplicité des points de vue, tout cela témoigne que Thackeray se préoccupe moins des événements que de leur répercussion sur les personnages, qu'ils soient réels ou imaginaires. Comme il l'avait écrit dans Ravenswing – et la remarque peut s'appliquer à L'Histoire de Henry Esmond, c'est « plus à des personnages qu'à des événements exceptionnels que cette petite histoire s'intéresse ». Charlotte Brontë le comprend ainsi alors qu'elle lit les premiers chapitres du manuscrit : « Au fond, Thackeray, écrit-elle, n'attache pas d'importance aux intrigues politiques ou religieuses de quelque période que ce soit. Il se plaît à nous montrer la nature humaine chez elle, comme il la voit chaque jour ». Las Vergnas, commentant cette réaction, précise que le cadre historique a pour fonction essentielle d'étayer la psychologie, de « la parer et la mettre en lumière. Aux jeux de l'esprit et des passions, va, d'évidence, la vedette. Ici, comme partout ailleurs dans les œuvres de Thackeray, le succès provient d'abord d'une agilité de virtuose dans l'analyse aiguë des âmes ».

## Personnages
Le livre comprend une préface intitulée « The Esmonds of Virginia », censée avoir été écrite le 3 novembre 1778 à Castlewood en Virginie, par Rachel Esmond Warrington, fille de Henry Esmond et de Rachel Castlewood Esmond. Outre quelques précisions sur les titres de propriété relatifs à ce nouveau Castlewood, s'y trouve une description de certains personnages et, en filigrane, une chronologie de la famille. La vie d'Esmond en Angleterre est qualifiée de « longue et tempétueuse », à l'opposé de sa suite américaine qui a été marquée par « la paix et l'honneur, le respect et l'amour ». Pour autant, cette vie a tout entière « été éminemment profitable à ses proches […] vu qu'il donnait toujours le meilleur conseil et le meilleur avis, et la plus belle hospitalité […], âme véritablement noble ». Son épouse, mère de la rédactrice, meurt en 1736 ; éduquée en Angleterre, cette dernière y rencontre Mr Warrington, autre « belle âme », qui décède peu après « une union des plus heureuses ». Esmond est dépeint avec un teint mat, le front large et haut, les yeux noisette sombre, le sourcil noir, la crinière devenue blanche. Pas très grand (cinq pieds sept pouces), le nez aquilin, portant en lui grâce et majesté, « telles qu'il n'en existe pas dans ce pays, sauf peut-être en la personne de notre ami Mr Washington, prestance qui appelle le respect ». Excellent sportif, agile et rapide, maître à l'escrime, supérieur en tous les cas « à tous les Français ayant suivi Monsieur Rochambeau ». Ni ce père ni cette mère adorés ne poudraient leurs cheveux. La mère, au teint de rose vif et éclatant, ne rougissant jamais ses joues, resta agile jusqu'à ses derniers jours. Toutefois, après que la famille eut subi « l'épouvantable siège des Indiens », sa santé déclina et elle s'éteignit dans les bras de son mari. Dès lors, la vie s'écoula dans l'affection unissant le père et la fille, dominée par la stature du premier, dont les beautés de caractère s'affermissaient au long des années : fermeté et rigueur sans jamais élever la voix, pas la moindre familiarité, du naturel et de la simplicité, une certaine distance, jamais hautaine, envers autrui, une courtoisie de tous les instants, bien supérieure à celle des gentlemen de la cour entrevus lors d'un hiver passé à Londres, bref un homme d'une telle envergure que, comme le disait Lord Bolingbroke, « Si les pas de votre père, Madame, l'eussent porté dans les bois, les Indiens l'eussent élu Sachem ».
Quelques paragraphes peu amènes concernent Mrs Tusher, l'épouse de l'Évêque Thomas Tusher, un parent. Et ce panégyrique se clôt par une courte conclusion ramassant les données sous deux vocables : éducation et génie, apanage de ce héros de père dont le lecteur est convié à lire les Mémoires. Telle est donc l'hagiographie que Thackeray a cru nécessaire d'offrir en prélude à son livre ; c'est un avertissement : « Attention lecteur, semble-t-il dire, la vie que tu vas lire est celle d'un honnête homme, foi de sa noble fille ».
Pour autant, Thackeray traite ses personnages en psychologue réaliste. Comme l'écrit l'Encyclopedia Universalis, « Avec le recul du temps, toutefois, il apparaît clairement que c'est en qualité de psychologue, de moraliste et de dialecticien des plus subtiles nuances de la vanité humaine qu'il s'est acquis des titres à inscrire son nom parmi les plus grands. ». Lui-même, d'ailleurs, précisait dans une lettre, « les romanciers ne doivent pas se prendre de passion pour leurs personnages ; il leur appartient de les décrire tels qu'ils sont, bons ou mauvais, avec le même calme » (with a like calm).
Thackeray aime la diversité des caractères, surtout leurs différences internes. Tout personnage est pour lui ce que Tillotson a exprimé par la formule : « une énigme dans le temps » (« Character is for him a puzzle in time »). Son évolution peut être imprévisible, sa complexité s'organisant autour d'une passion majeure. En disciple du XVIIIe siècle, Thackeray croit en effet à la ruling passion (la passion dominante) chère à Shaftesbury.

### Protagonistes

#### Henry Esmond

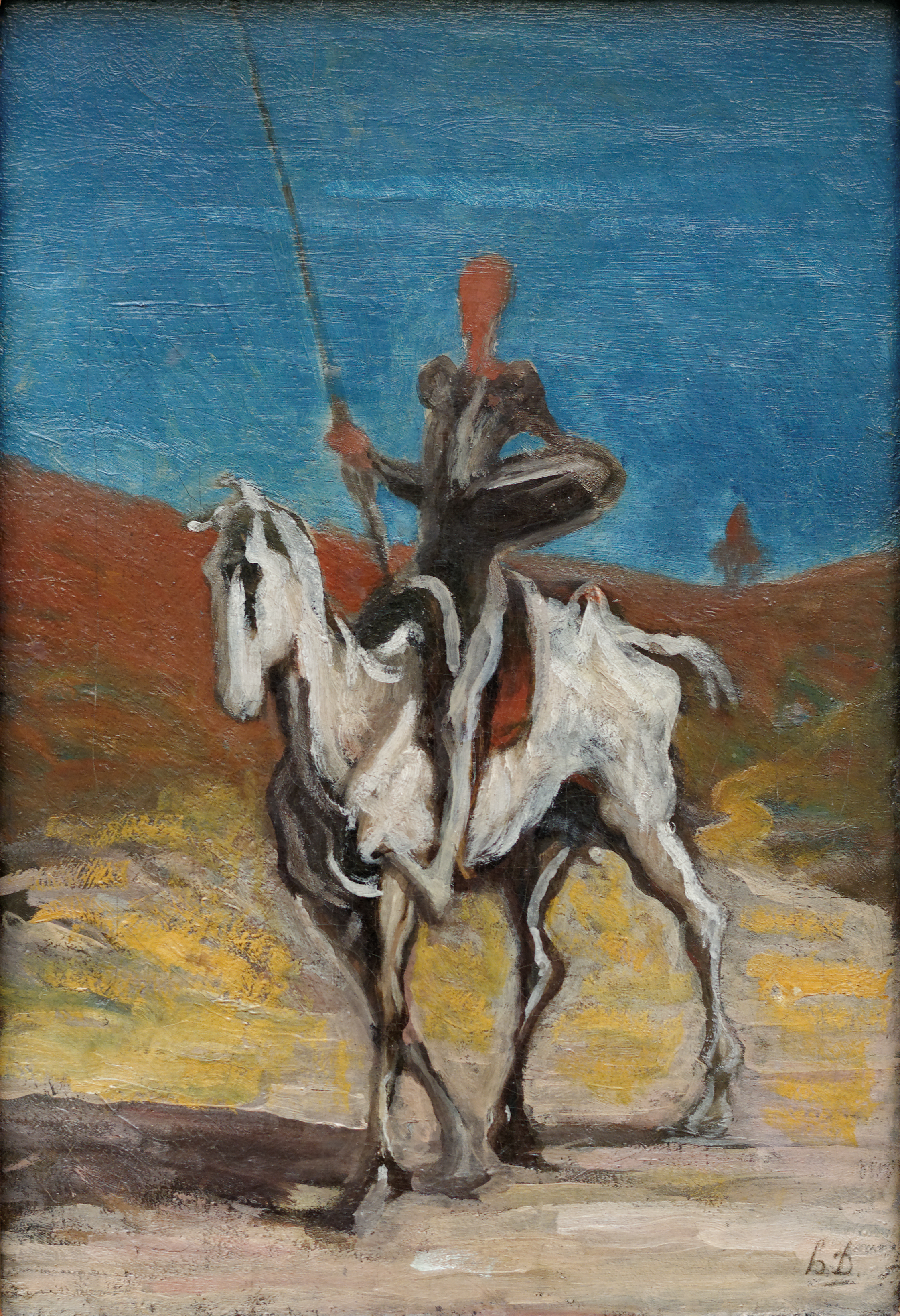
Don Quichotte, tableau de Honoré Daumier.

Selon Andrew Sanders, le roman est « narré par un aristocrate mélancolique, doutant de lui-même et en proie à des crises romantiques » (p. 301, p. 303). Henry, en effet, souffre d'amour, et du héros romantique, il possède de nombreux attributs, la jeunesse (qui s'oppose à l'âge mûr du narrateur qu'il est devenu) ; la gravité aussi, manifestement prématurée (p. 189, p. 206), issue de la souffrance : il est orphelin (p. 8), d'apparence malingre (p. 50), à jamais paria comme le signale son blason marqué d'une barre sénestre, infamie détestée (p. 93, p. 165) et en partie responsable de son échec auprès de Beatrix. Comme chez le Childe Harold byronien qui, sevré d'affection et d'amour, blasé des plaisirs, traîne avec lui sa solitude, sa mélancolie s'accompagne de misanthropie et d'un tenace dégoût de la vie, trait souligné par certains personnages du roman qui l'affligent de petits noms : « Don Dismallo » (dismal signifie « lugubre ») à Cambridge, « My Lord Graveairs » selon Beatrix, « Le Chevalier Noir » pour le Prétendant. En ce sens, Henry paraît en avance sur son époque, plutôt de la génération suivante qu'habite une forme de spleen.
C'est un « chevalier de cœur » au service de dames élues, qui à leur tour le considèrent comme leur chevalier servant (p. 60, p. 89, p. 276). « Fidèle jusqu'à l'absurde, écrit Forbes (voir p. 206) ; après tout, rien ni personne ne l'oblige à garder le secret de sa naissance, mais il sait qu'en réclamant ses droits, il déshériterait les enfants de sa bienfaitrice, alors il se taira, gardera humblement la tache de bâtardise et la position secondaire qu'elle lui fait, alors que d'un mot, s'il le voulait, il pourrait prendre son rang comme pair du royaume, et recueillir les riches domaines substitués de mâle en mâle aux aînés des Castlewood ». Attitude fort noble, que nuance cependant un goût accusé du sacrifice façon Don Quichotte attardé ; Henry en est bien conscient et se compare lui-même au Chevalier à la triste figure (« Our Knight of the Rueful Countenance ») (p. 287).
Lestant sa délicatesse sentimentale, apparaissent certaines fautes de goût, imputables au narrateur plus qu'au héros, qui l'ancrent peut-être dans son siècle. Par exemple, alors qu'il relate les sentiments animant ses « vertes années », il oublie la conclusion de l'intrigue, son mariage avec Rachel, et continue de proclamer son amour pour Beatrix (p. 272, p. 352). Pourtant, vers la fin, Thackeray l'a libéré de sa passion aveugle (p. 419) et de ses illusions politiques (p. 425), le rendant disponible pour épouser celle qui n'a eu de cesse de l'aimer (p. 427), et devenir un citoyen de la libre Amérique (p. 342). De cette heureuse conclusion, Norman Collins écrit que « c'est là tout Thackeray au cœur tendre » qui, frustré d'un mariage digne de ce nom, ne se résout pas à doter son héros, « si semblable à lui, une sorte de jumeau spirituel », d'un avenir aride dépourvu d'horizon, et l'installe dans le confort sentimental dont il a rêvé pour lui-même. Henry résume cette évolution dictée, selon lui, par ses passions amoureuses : « Pour plaire à cette femme [Beatrix], j'ai donc essayé de me distinguer en soldat, puis comme bel esprit et homme politique ; pour plaire à une autre [Rachel], j'aurais revêtu une soutane noire à parements d'or, n'est-ce qu'un destin supérieur est intervenu pour en empêcher le dessein » (III, 5).
Thackeray prend soin tout au long de rappeler l'exemplaire piété de son héros, qu'exaltent les cloches de Castlewood dès sa prime enfance, émotion rappelée au chapitre 22 (Collins, p. 224), jusqu'aux louanges au Ciel pour les qualités de sa vie aux Amériques, « l'été indien, saison la plus calme et la plus délicieuse de l'année, […] que l'automne de notre vie [imite] en bonheur et sérénité, […] avec la paix et le doux soleil dont je suis reconnaissant » (Collins, p. 442). Les analogies bibliques aussi, par exemple l'attente de Rachel Castlewood comparée à l'épreuve de Jacob et Rachel dans l'Ancien Testament, tout comme la présence matérielle et symbolique de l'Église : Sainte-Gudule lors de la révélation de sa naissance (II, 13), marquent les grands jalons de son parcours.

#### Lady Rachel
Comme Henry, elle est autorisée à évoluer, parce que libérée de son amour pour Lord Castlewood. À l'encontre du héros, cependant, cette libération s'effectue dès le début, drame intérieur secret au cachet romantique. Sous des apparences calmes, cette âme torturée ne se révèle qu'à travers le récit d'un homme incapable d'en avoir discerné les tourments. Tout l'art de l'auteur consiste à les faire deviner à l'insu de celui qui les rapporte.
Lady Rachel ressemble aussi au héros par ses qualités de cœur. C'est une « sœur de charité » (p. 80) qui, guidée par un sens aigu du devoir, se dévoue pour ses enfants et aussi pour Henry. La scène de la page 80, dans laquelle elle se révèle de façon cryptique, ne s'éclaire qu'une fois le lecteur averti par le témoignage de Beatrix (p. 120) ; shall et ought to y expriment l'avenir couplé d'obligation morale, et la phrase « Heureuse, mais à dire vrai, je devrais être auprès de mes enfants » recèle un aveu resté incompris. Lady Rachel est idéalisée et ses richesses ne se découvrent qu'en strates successives : c'est une « salamandre » (« une héroïne en chasteté ») tout en profondeur, pour reprendre la formule
d'Addison,, un être de feu et de glace jamais guéri. Elle se trahit sans cesse, par des gestes, des exclamations non maîtrisées (p. 161, p. 196), et garde en elle quelque chose de trouble (p. 150), le pourpre de ses joues trahissant un sentiment inconnu, pudeur ou honte (p. 309), on ne sait. La mort de son époux (p. 152) l'a rendue maîtresse d'elle-même, mais elle continue de porter le deuil et lui voue une affection posthume (p. 274-376). Confidente de Henry, elle essaie de le détourner de Beatrix, mais est-ce pour servir ses intérêts ou le préserver contre lui-même ? Jalouse (p. 63), parfois malgré elle (p. 309), cette femme si douce peut se montrer cruelle, et c'est elle, par exemple, qui donne le coup de grâce à Beatrix dans le cœur d'Edmond avec la plus suprême indifférence (p. 400).
Lady Rachel reste donc un personnage assez mystérieux, aux yeux du lecteur comme du narrateur. Thackeray a émaillé son portrait de nombreuses indications échelonnées, à découvrir comme lors d'un jeu de piste. Au vrai, la subtilité de la méthode peut amener le lecteur à une opinion erronée, ce à quoi nombre de critiques pressés ont pu succomber en qualifiant Lady Rachel d'« insipide ».

#### Beatrix
Personnage plus clair, Beatrix est un exemple de snobisme féminin nuancé. Même Henry qui, d'habitude, demeure incapable de cerner sa véritable nature et qui la qualifie de paragon (« parangon ») (p. 197), saisit fort bien cet aspect essentiel de sa psychologie. Elle au moins n'est pas hypocrite et admire la grandeur sans réticence : « ce serait une mauvaise épouse que ferait Beatrix Esmond […] pour tout homme au-dessous de la qualité de prince » p. 310). Son charme naît des caprices qu'elle impose aux hommes (p. 116) et elle a pour première préoccupation d'attirer alors même qu'elle est incapable d'aimer. Au chapitre 36 du troisième livre, elle-même proclame qu'elle « n'[a] pas de cœur », qu'elle « n['est] pas bonne » et que la jalousie reste « la seule passion féminine qui [l]'habite » (« the only womanly quality I have ») (p. 357). Cette carence d'amour annonce fort celle que Dickens va peindre en 1860 sous les traits d'Estella, étoile de glace, la belle jeune fille des Grandes Espérances pour laquelle se pâme Pip le héros avant qu'il ne devienne lui aussi apte à comprendre les choses de la vie et en refuser les premiers aveuglements.
Tout à fait lucide, elle a deviné l'amour de sa mère pour Henry (p. 120) et son amusement consiste à y faire de lourdes allusions (p. 313, p. 333, p. 336). Orgueilleuse (proud) (p. 352, p. 357), elle sait que seul un homme d'essence supérieure saura faire vibrer son âme (p. 365). De fait, sa silhouette se pare d'une certaine grandeur quand, à la fin du livre, héroïne fatale et maudite, elle sort en beauté du manoir de Castlewood pour s'enfoncer héroïquement dans la nuit (p. 442).
Thackeray a voulu faire de Beatrix un double négatif de Lady Rachel : comme elle le souligne elle aussi, sa dureté s'oppose et répond tout à la fois à l'amour de sa mère (p. 357). Ainsi, Thackeray conçoit souvent ses personnages par paires antinomiques, Marlborough face à Webb, George Osborne à Dobbin, et Henry lui-même double positif de Tom Tusher.

### Personnages secondaires
De même, en effet, qu'au Tom Jones de Fielding s'oppose Blifil, devant Esmond se dresse Tom Tusher, autre snob que Thackeray brocarde à plaisir en être servile écrasant le faible et à quatre pattes devant le puissant (p. 94, p. 153, p. 200). Lord Castlewood et Lord Mohun se ressemblent, hommes du destin tous les deux, « fatal » pour le premier (p. 138), « de mauvais augure » pour le second (p. 338), tout en s'opposant puisque, en vrai Esmond, Castlewood est bon jusqu'à la faiblesse (p. 134), alors que Mohun incarne la méchanceté jusqu'à la vilenie (p. 157). Frank est le reflet de son père, avec ses manques (p. 426) et ses qualités, que symbolise son prénom qui, en anglais aussi, signifie « franc » (p. 200). À certains égards, il rappelle sa sœur Beatrix dont il partage la lucidité en devinant très tôt l'amour que Rachel, sa mère, porte à Henry (p. 202).

## L'Histoire de Henry Esmond, roman autobiographique?

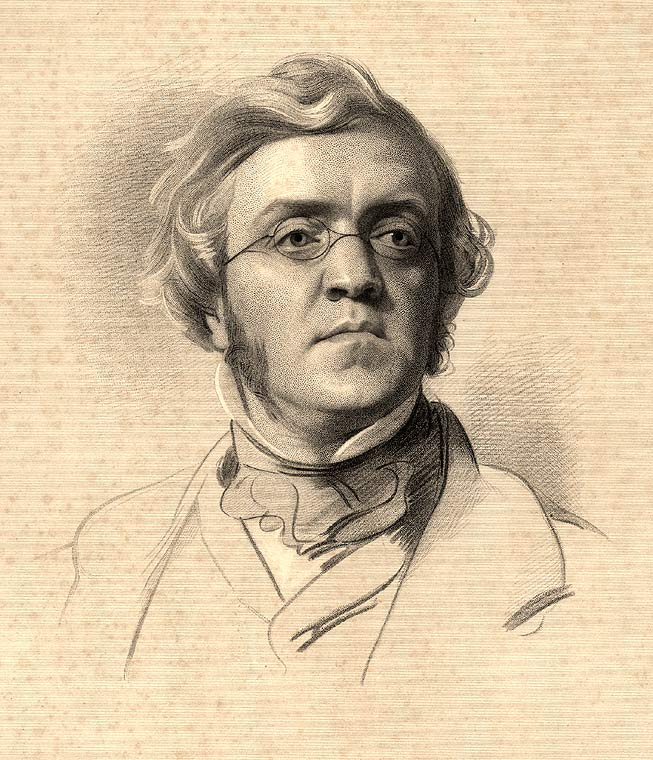
W. M. Thackeray par Samuel Laurence. Mille pensées habitent un homme, dont il n'a idée tant qu'il ne prend pas la plume pour écrire (L'Histoire de Henry Esmond, II, 1, p. 152).

Alors qu'il écrit L'Histoire de Henry Esmond, Thackeray s'épanche : « Je suis en train d'écrire un livre étranglé d'une mélancolie tout à fait semblable à la mienne ». L'Histoire de Henry Esmond, par bien des côtés en effet, se rattache intimement à son auteur. Norman Collins ajoute que cette « mélancolie du roman était source de grande anxiété pour lui. Chaque fois qu'il levait la tête hors du XVIIIe siècle, il sentait se froncer les sourcils des marchands de livre du XIXe ».

### Faits
Les faits sont à trouver dans les documents personnels de Thackeray, ses lettres, ses notes privées, tous réunis dans la collection The Letters and Private Papers of W. M. Thackeray publiée en 1945 et 1946. Les passages plus directement concernés sont II, p. 705 et seq., 802 et seq., III, p. 15 et seq., p. 187 et seq., IV, p. 125 et seq., p. 418 et seq., p. 429 et seq.
Un ami de Thackeray, William Brookfield, connu à Cambridge en 1829, ensuite entré dans les ordres, se marie à Londres en 1837 et reprend contact avec son ancien condisciple qu'il fréquente assidûment de 1842 à 1848. Puis, Brookfield est nommé Inspecteur de Sa Majesté et le couple s'installe à Clevenden Court. De 1848 à 1851, Thackeray nourrit pour Jane Brookfield une amitié amoureuse à laquelle Brookfield met fin le 23 septembre 1851 lors d'une scène particulièrement douloureuse : les Brookfield passent d'assez longues vacances à Madère, sans doute parce que l'amitié de Thackeray commence à leur peser. Le romancier, en effet, bien que son attachement soit platonique, peut se montrer pressant, particulièrement lorsque les lettres de Jane se font plus rares. Au retour du couple, il prend son ami à partie, l'accusant de négligence envers son épouse, algarade qui sonne la fin de la longue amitié,. Cette rupture est vécue par Thackeray comme un abandon et il se trouve « replongé dans l'isolement le plus cruel. Celle qui avait inspiré, pour une grande part, l'Amelia de Vanity Fair et la Laura de Pendennis, manquait soudain au créateur de Lady Casthewood ». Avec Jane, Thackeray a perdu « la Muse, la consolatrice, l'Esprit fraternel et sauveur ».
Dès 1848, Thackeray a songé à écrire un roman « in the pathetic key » (« avec le pathétique à la clef »). Ses lettres de la période regorgent de notations grises et mélancoliques. Lors d'un voyage à Addiscombe auprès de sa mère, un long passé de tristesse afflue en lui : « […] toutes sortes de souvenirs de ma jeunesse me sont revenus ; sombres, tristes, douloureux, avec ma chère bonne maman s'interposant entre ma souffrance et moi ». Ainsi, le roman est conçu en une époque de réminiscences nostalgiques, la vie habitée d'un amour impossible et réfugiée dans une image de la mère consolatrice. De plus, le ménage Brookfield offre en soi l'exemple de la désintégration de l'amour. Aussi, des harmoniques sentimentales sont perceptibles dans le texte où Thackeray explore ce qu'il appelle « la tempétueuse province du désir jamais satisfait »,.

### Interprétation
Comme l'écrit Las Vergnas, « Le livre fut écrit dans une période de désarroi total, de déchirement intime et d'amers regrets […] Il faut voir, sans aucun doute, dans les affres de cet abandon l'une des raisons maîtresses de la célèbre tristesse du colonel Esmond ». Gordon N. Ray voit là « a fantasy of wish-fulfilment » » (« une fantaisie d'accomplissement du désir »). En effet, le roman reflète l'image de trois femmes, la mère, l'épouse et l'inaccessible amie, et dans chacun de ces cas, traite de l'amour contrarié ou inassouvi.
Dans le sentiment protecteur quasi maternel de Lady Castlewood pour Edmond, Thackeray évoquerait sa propre mère, à laquelle il écrit s'être peint en Henry : « Vous y trouverez le portrait craché de votre coquin de fils », À cela s'ajoute une allusion au personnage de Hamlet (p. 186) avec lequel la reine entretient des relations pour le moins ambiguës. Jean-Georges Ritz voit même dans le prénom « Rachel » l'anagramme presque réussie de « A. Becher », celui de Mrs Thackeray mère. Cette affection peut sembler trouble, mais le thème n'est pas nouveau chez le romancier : « Je ne doute pas que la mère éprouve une jalousie d'ordre sexuel, et un serrement de cœur secret », a-t-il écrit dans Pendennis au chapitre XXIV).
Jean-Georges Ritz résume ainsi les échos plus spécifiquement amoureux : « Henry, cependant, n'est pas seulement un amant-fils, c'est aussi un amant déçu qui se venge. Il peint sans pitié la détérioration de l'amour conjugal à Castlewood Hall. Il sublime son amour pour Jane qu'il reporte sur Béatrice (Beatrix) sans espoir. Dans la scène de la prison, Henry se peint délaissé par Rachel sous la pression des circonstances ; il se plaint de sa cruauté. Les insultes qu'elle lui adresse sont les transpositions de son abandon par Jane ». Interprétation légèrement discordante, celle de Robert Fletcher qui écrit : « la relation constitue le triangle Henry Esmond, Rachel et Lord Castlewood ».
Tels sont les reflets de l'infortune sentimentale de Thackeray et de son attachement à Jane Brookfield et à sa propre mère. Mais « la partie mélancolique prend fin avec le volume I, et chacun commence à évoluer et se montre plus joyeux », écrit-il dans une lettre citée par Norman Collins.

### Intrusion de la biographie
Selon Las Vergnas, du fait même que, dans le roman, le mouvement dramatique est sans cesse soumis au mouvement narratif, le récit « rem[et] en vogue, en plein XIXe siècle, le genre du souvenir narratif ». Thackeray a alors quarante et un an, est au faîte de sa célébrité, ce qu'on appelle a recognised lion. Comme l'écrit Norman Collins, « le monde, même le Nouveau Monde, était à ses pieds ». Il a connu l'échec et le succès, le bonheur et la tragédie, « cette dualité se retrouvant dans tout ce qu'il était et faisait ». Sa vie personnelle est marquée par deux échecs : son mariage, qu'a détruit la maladie de sa femme Isabella, qu'il a profondément chérie, et son sentiment pour Jane Brookfield, que sa conscience réprouve et qui reste sans issue. Dans L'Histoire de Henry Esmond, ces aléas se retrouvent dans le triangle formé par Henry Esmond, Rachel et Lord Castlewood.
L'ordonnance du roman crée une ambiguïté qui est savamment entretenue, car Thackeray est un écrivain averti ne pouvant être soupçonné de négligence. Ainsi, outre le vague concernant l'âge de Henry et de Lady Rachel, voire les contradictions caractérielles de la conduite prêtée à Lord Castlewood, présenté comme un mufle, ou alors timide et si gêné qu'il mélange personnes et temps dans le maniement des verbes (p. 36 sq.), les relations entre les êtres ne sont pas toujours très nettes. Les mots mistress, son, mother, sister, brother (maîtresse, fils, mère, sœur, frère) laissent planer, en dépit de la sémantique propre au XVIIIe siècle, une atmosphère
d'inceste. Les dialogues entre Henry et Rachel, certaines répliques, celle d'Edmond qui s'écrie : (« O, my Beatrix, my sister » (« O ma Béatrice [Beatrix], ma sœur » p. 353), le trouble de Frank devant sa sœur (p. 380), les erreurs du Prétendant (p. 385), et surtout des phrases que les événements éclairent d'un jour inquiet : (« I am your mother, you are my son, and I love you always » (« Je suis votre mère, vous êtes mon fils, et je vous aime à jamais » p. 227), de même que certains gestes surpris : ainsi Henry, troublé, devant sa « maîtresse » (« he rose from his knees […] » (« agenouillé, il se releva », II, 8, p. 207), voilà qui engendre ce que Las Vergnas appelle pudiquement « un certain flottement », et Ritz « une gêne » ; et le premier d'ajouter : « Par la simple nature des liens familiaux entre Béatrix et Lady Castlewood, par l'ambiguïté de l'amour de la mère pour son fils adoptif, par l'alternance des hésitations d'Esmond entre la vierge et la matrone, par tout ce que ce trio, enfin, présente d'ingénu et de scabreux, un trouble initial pèse sur le livre ».
Certains auteurs ou critiques s'en sont tenus là et ont considéré que le livre était immoral. Ainsi Ainsworth qui lui reproche de fouler aux pieds le sentiment amoureux et l'institution du mariage : « Ainsi l'amour est à considérer comme un bien abstrait et le mariage comme un mal concret ? ». D'autres pensent que ces censeurs ont manqué le vrai sujet du roman, il est vrai dissimulé par Thackeray : le développement d'un amour inhabituel entre un enfant d'une douzaine d'années et une femme de vingt ans, qui se réalise lentement et parvient, au terme d'une longue traversée, à un terme heureux. Dès lors, la véritable héroïne est Rachel Castlewood, femme passionnée souffrant de sa répression d'un sentiment qu'elle croit coupable. À ce compte, le personnage d'Edmond serait un demi-échec artistique, l'auteur n'ayant pas rendu ses intentions très nettes par prudence, tenu qu'il est de composer avec ses contemporains et leurs tabous.

### Couple humain

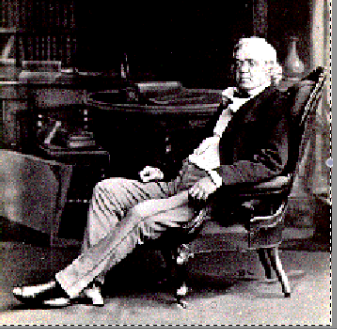
W. M. Thackeray, « à l'âge mûr », dans son bureau.

Pourtant, comme son héros, Thackeray prend la vérité pour mot d'ordre (p. 63). L'amour naît de l'aveuglement des êtres qui ne se voient pas tels qu'ils sont (p. 63). Quand les yeux se dessillent, il disparaît (méditation d'Esmond, p. 61). Le mariage est hypocrisie car il dissimule l'échec du couple devant le monde (p. 100). C'est, comme le reste, un produit de La Foire aux vanités (qui fait l'objet du roman le plus célèbre de Thackeray) (p. 314), et même la grande tragédie de la vie (p. 99), cette « monstrueuse » invention des officiels de tous cultes » (p. 101). Semblable critique a déjà été formulée avec la même virulence dans Le Livre des snobs (1848) dans lequel familles et individus sont des cibles privilégiées de la satire thackerayenne (Voir L'homme coupable).
Ce sombre tableau se voit quelque peu adouci par d'autres considérations : l'homme et la femme sont également coupables (p. 111) ; la seule leçon à retenir est que la passion est de courte durée, surtout celle du premier amour (p. 75) : « Il est dans l'ordre naturel des choses que la passion […] expire en s'exhalant dans le pur et froid éther » (p. 76). Le sage saura apprécier l'entente et l'amour réfléchi de l'âge mûr. En cela, Thackeray se rapproche de Browning, qui, particulièrement dans ses poèmes Love Among the Ruins, Two in the Campagna et By the Fireside, défend la passion tranquille et surtout celle de l'âge mûr.
Thackeray montre dans le roman qu'il admet que la femme puisse s'émanciper (p. 119) ; pour autant, il donne la priorité à ses fonctions de mère, donc d'éducatrice, car, pense-t-il, sa douceur naturelle la rend apte à capter l'âme enfantine. Or en Lady Castlewood, il donne à voir une mère maladroite, perdant ses enfants à force de vouloir les garder (p. 305), faisant le malheur de son fils Frank (p. 306) et celui de sa fille Beatrix (p.  322, 401). La solution au problème maternel repose donc sur le bon sens : l'amour de la mère est nécessaire, mais à condition qu'il reste mesuré et sache s'effacer lorsque les enfants sont en âge de prendre leur essor.

### Sens de la vie
L'image de l'homme que présente L'Histoire de Henry Esmond est empreinte de pessimisme. C'est d'abord, comme l'écrit Las Vergnas, une « dénonciation […] du mal humain ». L'homme n'est pas libre, mais une marionnette laissée entre les mains de Dieu (p. 191). Son sort est tracé à l'avance et, quoi qu'il fasse, les jeux sont faits (p. 358). Les Castlewood sont marqués par le destin, tout comme Lord Mohun, le méchant de l'histoire, et chacun a sa place assignée pour le drame de la vie. Dans ce rôle, la solitude est le lot commun : « Ainsi étions-nous tous [seuls], même lorsque nous nous trouvions ensemble et, semblait-il, unis, à suivre notre dessein, chacun d'entre nous, alors même que nous étions assis autour de la table » (p. 327). Ainsi isolé, chacun doit faire l'apprentissage de la vie, l'expérience d'autrui restant inopérante (p. 310 : « L'homme vit sa propre expérience »).
Plutôt que de cynisme à son propos, il convient sans doute, à l'instar de Las Vergnas, de parler de scepticisme. Dans la mesure où son héros fait son apprentissage solitaire des relations humaines, il est conduit à rencontrer les défauts que Thackeray dénonce partout, en premier lieu l'hypocrisie qu'il se découvre lui aussi (« Toi aussi, Henry, tu es un hypocrite […] », p. 326), dissimulation mise au service de la vanité, c'est-à-dire du snobisme : « Si c'est la vanité que je hante, pour sûr toi aussi » (p. 311). Le monde apparaît alors comme peuplé de fantômes à la recherche illusoire d'un bonheur qui n'est qu'enivrement, vertige et rêve. Esmond poursuit un leurre en espérant désespérément se faire aimer de Beatrix, alors que la « sanctifiante affection de Rachel l'attend depuis toujours sur le seuil de sa porte : (« ce que nous avons de bon, nous en doutons, et le bonheur à portée de notre main, nous le jetons aux orties », p. 326). Thackeray sait maintenant, écrit Las Vergnas, « qu'il est un salut en l'acceptation de l'humilité » ».
Le dénouement du livre, ce mariage inattendu de Henry et de Rachel, est certes présenté de façon gourmée et conventionnelle, avec ce sens de propriety (« ce qui est convenable ») qui régit les mœurs de la bonne société (« Et voici la tendre […] », p. 427). Pour autant, il est aussi la conclusion de longues années d'apprentissage après que le héros a découvert le sens de la vie, s'est débarrassé des vanités et a appris à reconnaître les valeurs du cœur, celles d'une certaine sagesse d'homme (p. 425-427), ce que Las Vergnas appelle « la maturité d'une sanctifiante affection ». Et c'est là, comme l'écrit Andrew Sanders, une fin heureuse qui dérange les conventions du genre à l'époque victorienne,.

### Dualité de Thackeray

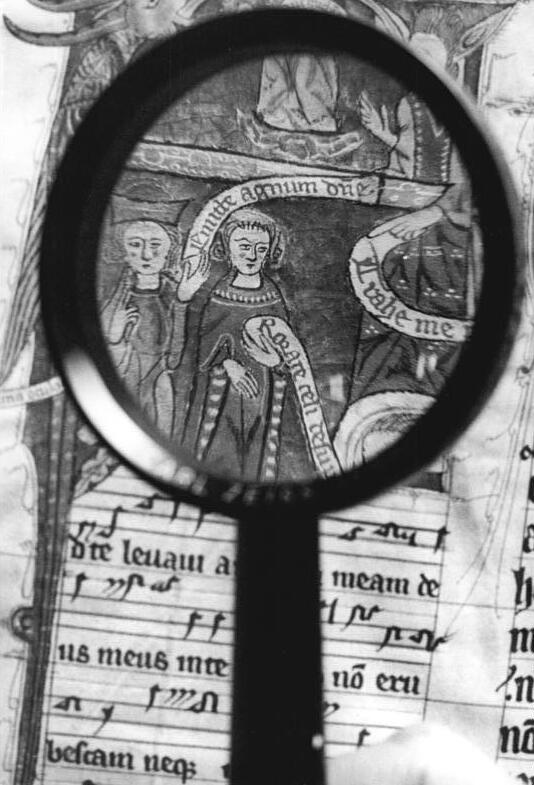
Introït du premier dimanche de l'Avent Ad te levavi animam meam, Missel du Moyen Âge.

L'œuvre de Thackeray présente toujours le double aspect des choses, les êtres étant tantôt parfaitement bons et remplis de sympathie humaine, tantôt lâches et égoïstes, et parfois les deux à la fois. De plus, Thackeray s'ingénie à faire tomber les idoles tout en sacrifiant aux conventions victoriennes : Rachel aime, mais d'un amour trouble, le héros est un bâtard, mais à l'âme noble ; cependant, un mariage très bourgeois vient compenser ce qui peut passer pour un déficit moral, d'autant que, grâce à une révélation comme il y en a tant dans les romans anglais du XVIIe siècle et du XIXe siècle, il appert en définitive qu'Esmond est le fruit d'une union tout à fait légitime, ce qui explique sa noble nature, allant de pair avec la noblesse de son rang.
En outre, l'atmosphère dans laquelle baigne le roman est double : tantôt domine l'aventure, avec des effets mélodramatiques, une mise en scène à la Dumas ou à la Walter Scott, avec de l'action et de la violence ; tantôt, au contraire, le sujet est traité avec une infinie délicatesse et même beaucoup de poésie. Ainsi, à l'exaltation de la bataille succède la mélancolique évocation du souvenir. Si l'action se goûte dans l'immédiat, la souffrance du cœur n'est sensible qu'avec un certain recul (« En certaines périodes de la vie […] », p. 154). À ce retour s'oppose derechef l'atmosphère anxieuse des cœurs aimants (p. 10, p. 56, p. 158), que résume le chapitre 6 du livre II, surtout avec la grave évocation religieuse du temps de l'Avent.
Cette variété des tons et des intentions se reflète dans la souplesse du style.

## Styles
L'Histoire de Henry Esmond est un tour de force, c'est Alexandre Dumas, selon Ritz, écrivant dans le style du Cardinal de Retz, avec une imitation du style du XVIIIe siècle (et non pas exactement celui de l'époque de la reine Anne), puisque le narrateur est censé rédiger ses mémoires entre 1730 et 1740.

### Double narration
Comme dans le Bleak House de Dickens qui lui est contemporain (1852-1853), L'Histoire de Henry Esmond est narré tantôt à la première et tantôt à la troisième personne. Toutefois, à sa différence, la première personne domine et la division entre l'une et l'autre n'est pas systématique et grosso modo réglée par l'alternance des chapitres. De plus, dans Bleak House, le roman se partage entre le narrateur anonyme, qui ressemble beaucoup à Dickens, et l'une des protagonistes, Esher Summerson, qui raconte les faits à sa façon, sans avoir forcément le même point de vue que le narrateur, ne serait-ce que pour des raisons techniques d'écoute et de vision. Le premier, en effet, est omniscient, c'est-à-dire doué d'ubiquité et de clairvoyance, privilège, cependant, dont il n'abuse pas. Esther Summerson, elle, demeure prisonnière de son œil et de son oreille, condamnée à sa vison partielle et plus intimiste.

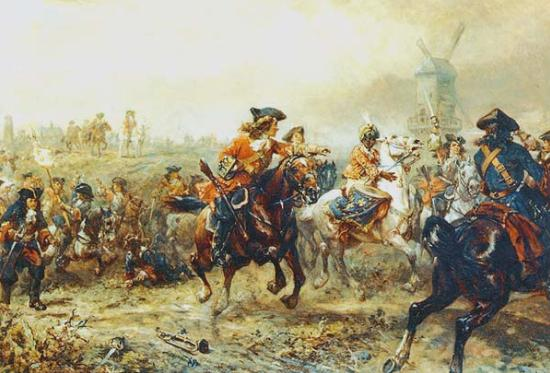
Percée des King's Horse sur le flanc droit de l'armée franco-bavaroise à Ramillies.

Dans L'Histoire de Henry Esmond, les choses en vont différemment. Selon les développements, deux paroles se font entendre, semblant émaner du même narrateur qui devient parfois « l'auteur » (Collins, p. 258) ; mais là encore, il y a doute : est-ce l'auteur des Mémoires ou l'auteur du roman ? Qui passe ainsi sans crier gare de l'une à l'autre ? et souvent de façon ambiguë, par exemple lorsque p. 265 de l'édition Collins, juste après la mention de la bataille de Ramillies le 23 mai 1706, il est écrit : « Pour revenir aux affaires privées de l'auteur, qu'ici, dans son âge avancé, et avec du recul, il raconte pour ses enfants qui viennent après lui [sic] » (Collins, p. 266) ? Et quelques pages plus loin, un long passage méditatif commence avec le he : (« He fancied, he knelt down » [Il s'imaginait, il s'agenouilla]) et soudain vire au « je » : « I took a little flower […] and kissed it, etc. [Je pris une petite fleur […] et l'embrassai] » (Collins, p. 272). Qui parle ici ? Quelle est cette troisième personne considérant le narrateur de l'extérieur et jouissant elle-même du recul dont elle le qualifie ? D'autant que dès le paragraphe suivant, la première reprend ses droits sans guillemets, ne serait-ce que pour une seule page.
Pourtant, si un narrateur autre qu'Esmond prend la relève du récit, c'est sans doute, mais toujours par procuration, Thackeray lui-même qui l'expulse temporairement à son profit. La substitution se fait en douceur, sans que le « je » s'affirme avec nom, armes et bagages comme dans les romans de Fielding : par exemple, le chapitre 36 du livre II porte, comme d'ailleurs la plupart des autres, un titre rédigé à la première personne, « Je me rends à Castlewood une fois de plus ») et, de fait, le récit comprend des pronoms personnels et des adjectifs possessifs correspondants (I, we, our [« Je », « nous », « nôtre »]), puis la troisième personne prend le relais, et Esmond devient à nouveau un personnage vu de l'extérieur par un narrateur apparemment hétérodiégétique : Esmond remembered, he felt, he could hear, etc. (« Esmond se souvenait », « il ressentait », « il entendait »). Il en est de même au chapitre suivant 37 dont le titre est « I travel to France, and bring home a portrait of Rigaud » (« Je me rends en France et rapporte un tableau de Rigaud », le sien que le peintre catalan est censé avoir réalisé en 1724, et qui commence par « Mr. Edmond did not think fit to take leave at Court […] » [« Mr Edmond ne jugea pas opportun de prendre congé de la Cour […] »] (Collins, II, 36-37, p. 374-392). À vrai dire, le jeu subtil régissant les changements du « il » au « je » ou vice versa n'est jamais éclairci : embrouillamini pour certains, felix culpa pour d'autres.
Quoi qu'il en soit, le rôle dévolu à cette troisième personne n'est pas de raconter l'action, encore que cela ne soit pas exclu, mais plutôt d'alimenter le récit de remarques personnelles sur les événements et les gens, surtout le héros de l'histoire, et de les commenter. Le plus souvent, le récit se fait alors discursif et introspectif, se ménageant des pauses de réflexion et même de méditation. D'où les longueurs dont Thackeray se voit parfois accusé, comme l'était Schubert par une remarque de Schumann mal comprise, « Diese Länge, diese himmlische Länge », ces « longueurs, ces célestes longueurs » évoquées à propos de la Neuvième symphonie, « La Grande », et qui, loin d'être péjoratives, soulignent les qualités méditatives du jeune maître autrichien. Les « célestes longueurs » de Thackeray ont elles aussi été mal comprises, les apartés méditatifs ayant parfois été jugés comme néfastes à l'action, tout en étant reconnus aujourd'hui comme nécessaires à son interprétation. Ainsi, les commentaires du chapitre 29 sur l'amour et plus particulièrement sur la fidélité en amour, outre ses résonances au regard de la situation personnelle de Thackeray, loin de ralentir le cours du récit, le dynamisent par leur pertinence à ce moment précis, puisque le héros, après que ce narrateur à la troisième personne a fait le point en son nom sur Beatrix et sur Henry, se conforte dans sa passion pour sa jeune cousine (la mutation du sentiment n'étant pas encore prête) : « Esmond savait qu'il aimait Beatrix. Sans doute y avait-il de meilleures femmes - c'est celle-là qu'il voulait. Il ne s'intéressait à aucune autre. » (Collins, p. 291).

### Imitation classique

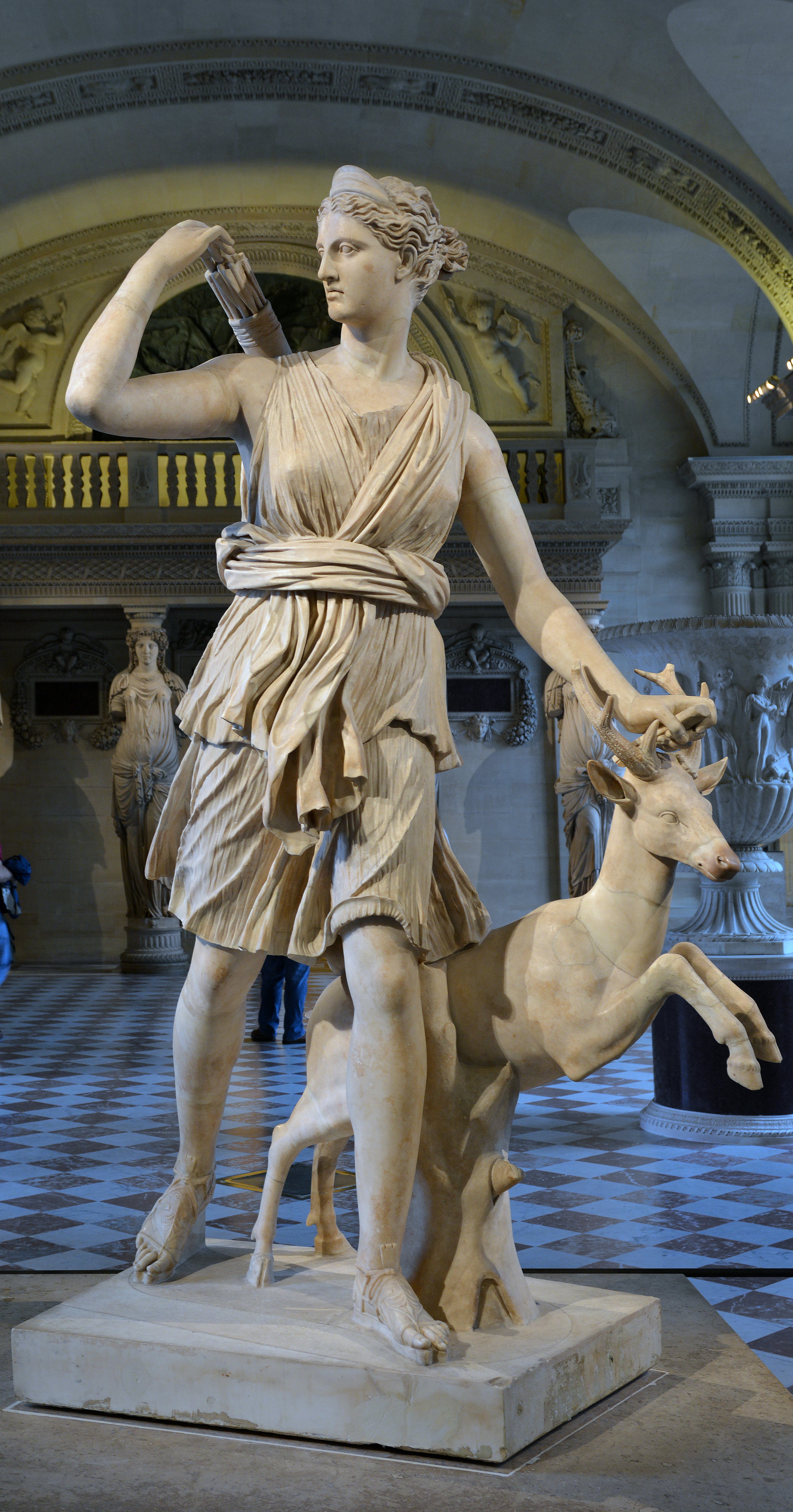
La belle Artémis, copie romaine du grec, musée du Louvre).

Le siècle de la narration est si bien connu de l'auteur que ce dernier donne l'impression de penser selon la forme classique. Par exemple, il fait usage de la personnification pour illustrer les abstractions, par exemple l'adversité (II, 4, p. 178), parfois sous la forme de divinités antiques. Ainsi, Henry compare Beatrix à Artémis ou même la voit sous les traits de cette déesse. De plus, en accord avec la pratique alors courante, la méditation s'élève le plus souvent à la façon des moralistes et il n'est pas rare qu'elle se condense en une maxime à la manière de celles de La Rochefoucauld, comme lorsqu'il médite sur les faillites de l'amour à Castlewood Hall (p. 183-184).
Ces modes de pensée se coulent dans des formes que Thackeray reproduit fidèlement. Sa langue a l'ampleur latine du siècle précédent, avec une abondance d'adjectifs, un article défini souverain (son usage s'est étiolé depuis), marquant le caractère généralisant de la pensée. La syntaxe même reflète parfois des influences françaises (Thackeray a habité à Paris où, d'ailleurs, réside l'une de ses filles, et connaît le français intimement) dans, précisément, l'emploi des adjectifs et des articles (voir l'inversion : « 'Tis entirely of the earth that passion […] », p. 76). Comme celle de Fielding ou d'Addison, la phrase se leste d'un équilibre intérieur reposant sur un jeu d'oppositions visant à mettre en valeur les nuances du raisonnement ; ainsi, le paragraphe commençant par Not that this fidelity […], p. 158, ou cet autre But as a prodigal […], p. 306.
Le vocabulaire ne demeure pas en reste, arborant un parfum archaïque que Thackeray, comme Scott ou Dumas, retrouve comme par jeu pour satisfaire à la couleur locale : le pittoresque trapesing, forme vieillie de traipsing (flânant) (p. 121), le coloré moidores, ancienne pièce d'or portugaise ayant cours en Angleterre au XVIIIe siècle (p. 139), le technique habiliment, vêtement spécifique à une circonstance précise (p. 161), ou encore le latin quidnunc pour gossip (commère) (p. 169) ou le populaire bit, ce dans quoi on mord (bite), autrement dit « la bouffe » (p. 323), qui balaient la gamme des registres de langue. Quelques détails renvoient à une réalité historique bien précise : par exemple, Thackeray n'oublie pas qu'au moment où le récit est prétendument composé, le célèbre régisseur des lettres du XVIIIe siècle, le Dr Johnson (1709-1784), n'a pas encore énoncé sa règle du cas possessif, si bien qu'il s'en rencontre au fil du texte qui gardent leur manière du XVIIe siècle, comme « these his ancestor's memoirs […] », p. 220). Autre procédé de simple typographie cette fois, Thackeray a gardé les contractions en usage à l'époque, telles  'Tis,  'Twas, etc..

### Imitation parodique
Parfois, Thackeray l'humoriste s'offre un délassement de la rigueur que lui impose son exercice de style. Outre les parodies du Spectator déjà évoquées, il laisse libre cours à sa verve, surtout aux dépens des personnages mineurs. Comme dans Le Livre des snobs, les noms propres, hérités de la comédie des humeurs du XVIIIe siècle, deviennent des étiquettes-résumés des caractères et se corsent de connotations grotesques, ne serait-ce que par leur saveur onomatopéique. Autres cibles, la vieille marquise (p. 17) qui semble n'avoir été inventée que pour servir la satire, ou encore le mystérieux Father Holt et son Ordre Jésuitique (p. 35), plus utile pour l'ironie que pour l'intrigue.
Une erreur historique assez souvent répétée est à signaler dans ce périlleux travail de pastiche stylistique : certains passages sentimentaux restent anachroniques pour 1730, leur vocabulaire paraissant postérieur d'une bonne dizaine d'années, comme dans un paragraphe consacrée à la mélancolie d'Edmond au chapitre 9, p. 111 de l'édition Collins, ; ici, le narrateur commente à haute voix les qualités de compassion de Lady Castlewood et disserte sur l'impression qu'en ont gardée, parfois longtemps après, ceux qui en ont bénéficié. La démarche déjà, sa manière surtout, avec ses emprunts à la mystique religieuse (ointments), ses accès d'éloquence (phrases exclamatives en incises [oh, so bright and clear!, oh, so long after], images [holiday music, sunshine seen through the bars], incises [—[…]—]), l'usage de la période (la dernière phrase court sur sept lignes et rebondit après le point-virgule de tiret en tiret pour se terminer sur une déclaration en forme de couperet (whence there is no escape), tout cela rappelle le style de Fielding dès son Joseph Andrews de 1742 ou encore celui de Sterne dont le premier grand roman, Vie et opinions de Tristram Shandy, gentilhomme s'étale de 1759 à 1767.

### Marque personnelle
Pour brillante qu'ait été l'osmose avec le style du XVIIIe siècle, certains aspects obligent à une expression plus directement personnelle, sans décalage par rapport à la période de Thackeray et appartenant à sa personnalité propre. Les ambiguïtés voulues sur les personnes et les temps (p. 29, 36) déjà signalées, celle qui affecte certains mots créent un jeu de devinettes jamais résolu que doit affronter le lecteur. Par exemple, l'adjectif fond, appliqué à Lady Rachel, comme aux pages 60 et 61 où il revient quatre fois, signifie-t-il « aimante », auquel cas il garde son acception contemporaine ? Ou bien veut-il dire « insensée », « sotte », comme dans le sonnet de Milton On His Blindness (I fondly ask) ou dans le Jules César de Shakespeare (Be not fond), recouvrant alors son sens premier ? Thackeray est un homme subtil et place sans doute le mot dans un contexte qui autorise les deux sens à la fois.
Au-delà des subtilités stylistiques, cette prose exhale une grandeur et une gravité qui transcendent sa saveur archaïque, et l'atmosphère du roman, née du souvenir, de la souffrance et de l'attente, est servie par une langue véritablement poétique. Qu'il évoque l'image du passé, par exemple le pèlerinage d'Henry sur la tombe de sa mère (p. 252-253), célèbre la réunion de Henry et de Rachel (II, chapitres 6 et 7), ou médite sur la vanité des actions humaines (p. 356), Thackeray déroule un style ample, soulevé de douloureuses exclamations ou d'anxieuses interrogations, sur un rythme d'allure parfois biblique, digne, écrit Ritz, des « Psaumes angoissés ou résignés ». Semblables résonances le rapprochent plus des effusions wordsworthiennes que du XVIIIe siècle, et, comme l'écrit Las Vergnas, avec un « charme fait de demi-teintes, de tons adoucis, de clairs-obscurs, d'ombres évoquées », le roman « est une résurrection, ce n'est pas la vie »,. On songe à Michelet et à sa « résurrection du passé ».

## Traversée des siècles

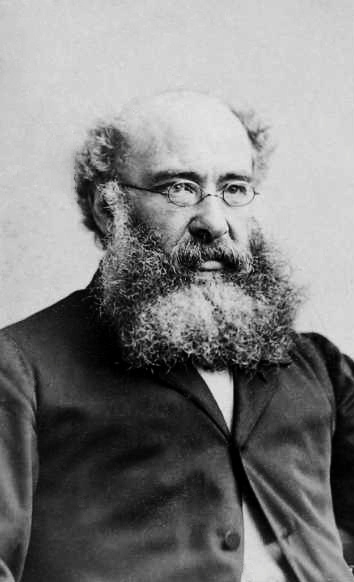
Anthony Trollope qui a apprécié L'Histoire de Henry Esmond.

À la dualité de tempérament correspond une dualité de styles. L'Histoire de Henry Esmond, malgré quelques flottements dont on ne sait vraiment s'ils sont voulus et font partie intégrante de son ordonnance interne, semble être le livre où Thackeray a mis le plus de lui-même, cachant ses désirs et ses peines sous le pudique travesti de l'évocation historique.
Sans doute est-ce pourquoi le livre a connu des fortunes diverses auprès des différentes générations de critiques. Ses apparentes contradictions ont rebuté nombre de ses contemporains se targuant d'un solide prosaïsme pratique. Au moment de sa parution, seul Anthony Trollope l'admire, paradoxe venant d'un homme qui a beaucoup sacrifié au conformisme de son époque, mais dont l'estime pour Thackeray ne se dément jamais,,. George Eliot, quant à elle, écrit dans une lettre privée que c'est « le livre qui rend le plus mal à l'aise qu'on puise imaginer… le héros aime la fille tout au long, puis épouse la mère à la fin ».
Puis, subissant le contrecoup de la réaction anti-victorienne, le roman a connu une éclipse, rompue seulement à partir de 1930, lorsque F. R. Leavis, dans The Great Tradition attire l'attention sur Thackeray, paradoxalement pour le décrier (« Thackeray n'a rien à offrir au lecteur qui aspire à autre chose que la création de personnages »), condamnant du même coup Trollope auquel il le compare,. À l'inverse de George Eliot, l'éditeur et auteur américain James Thomas Field (1817-1881), dans son ouvrage de souvenirs Yesterdays with Authors (« Mes Hiers en compagnie des auteurs »), écrit à propos du livre et de Thackeray, son ami : « À mon avis, c'est une merveille de la littérature que j'ai lue plus souvent que ses autres ouvrages. Ce penchant a peut-être à voir avec un petit incident. Un jour d'hiver neigeux en 1852, je rencontrai Thackeray qui se frayait laborieusement un chemin dans Beacon Street avec un exemplaire de Henry Esmond (l'édition anglaise qui venait de sortir) sous le bras. M'apercevant au loin, il brandit les volumes et se mit à crier de joie à tue-tête. Lorsque je le rejoignis, il me lança : « Voici ce que j'ai fait de mieux et je le porte à Prescott pour le récompenser de m'avoir donné mon premier dîner en Amérique. Je m'en tiens à ce livre et suis disposé à le laisser comme carte de visite quand je partirai » ». Enfin, Mary Russell-Mitford, étrangement, trouve le livre « pénible, désagréable et faux ».
Le théoricien du roman historique Georg Lukács (1885-1971) a analysé l'effort de Thackeray pour faire revivre les périodes du passé, non pas en déclinant les événements historiques mais en privilégiant ce qu'il appelle les « private manners » (« la façon de vivre »). Il indique que le romancier montre les grands de ce monde, les institutions et les faits dans leurs « manifestations de tous les jours », alors que Scott tend à les rendre représentatifs des mouvements ou des mutations de l'histoire. C'est là, pense-t-il, une avancée significative qui a fait école dans le développement du genre.
Aujourd'hui, le roman de Thackeray est considéré, en raison même de sa complexité, comme un chef-d'œuvre, ce qu'Andrew Sanders résume en 1996 dans son Histoire de la Littérature anglaise :

« The moral oppositions suggested by social pretences and a Jacobite Pretender to the throne, by honour and deception, by European war and London Journalism, by shabby heroes and elusive lovers, by unsettling and divided England and an American Indian summer, make for a deeply disconcerting but profoundly fertile novel.
 
Les oppositions morales induites par les prétentions sociales et un prétendant au trône jacobite, par l'honneur et la trahison, par une guerre européenne et le journalisme londonien, par des héros minables et des amants furtifs, par une Angleterre en décomposition et un été indien américain, tout cela fait un roman profondément déconcertant et extraordinairement fertile. »

Et Raymond Las Vergnas d'ajouter : « Nulle part ailleurs le romancier ne nous a donné des preuves plus sûres de l'harmonie de son architecture, de la délicatesse de ses ornements, de la netteté vivante de sa touche ».

## L'Histoire de Henry Esmonddans la culture populaire

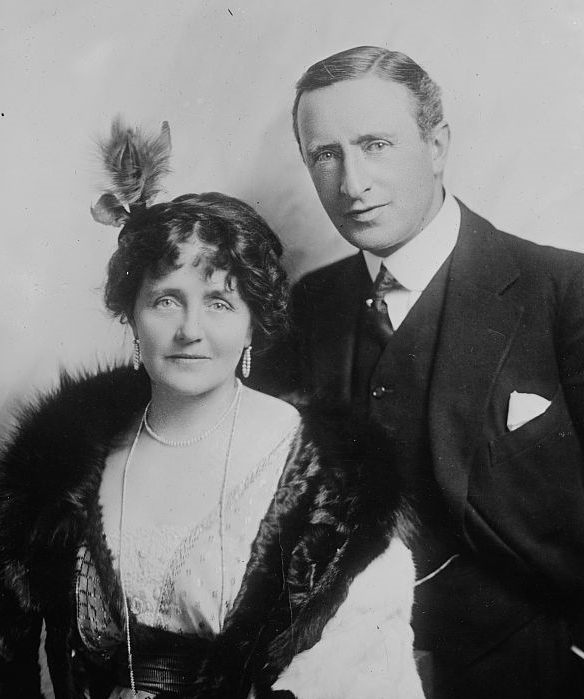
Henry Vernon Esmond et son épouse, l'actrice Eva Moore.

Clevedon Court, à Clevedon, Somerset, où William Makepeace Thackeray se rendait fréquemment, lui a inspiré la demeure de Castlewood et c'est là qu'il a en partie écrit le roman. Le château porte une plaque rappelant cet héritage littéraire.
Henry Vernon Esmond (1869 – 1922), acteur et dramaturge anglais, a changé son nom, à l'origine Jack Esmond, en référence au héros de Thackeray.
Quoique rendu populaire par les architectes George Devey et Richard Norman Shaw, le style d'architecture et de mobilier Queen Anne, créé dans les dernières années du XIXe siècle, a dû sa nomenclature victorienne à l'enthousiasme des lecteurs pour les descriptions détaillées de cette période que Thackeray a faites dans L'Histoire de Henry Esmond.
Robert Merle s'est inspiré de L'Histoire de Henry Esmond, et en particulier de l'utilisation du langage de l'époque à laquelle vivaient les personnages, pour écrire sa série Fortune de France.